# Episodi di Supernatural (ottava stagione)

Logo dell'ottava stagione

L'ottava stagione della serie televisiva Supernatural, composta da 23 episodi, è stata trasmessa in prima visione negli Stati Uniti da The CW dal 3 ottobre 2012 al 15 maggio 2013.
In Italia la stagione è stata trasmessa in prima visione in chiaro da Rai 4 dall'8 gennaio al 18 giugno 2015.
Gli antagonisti principali della stagione sono Crowley, Naomi, Metatron e il cavaliere dell'inferno Abaddon.
| n° | Titolo originale                | Titolo italiano             | Prima TV USA     | Prima TV Italia  |
| -- | ------------------------------- | --------------------------- | ---------------- | ---------------- |
| 1  | We Need to Talk About Kevin     | Dobbiamo parlare di Kevin   | 3 ottobre 2012   | 8 gennaio 2015   |
| 2  | What's Up, Tiger Mommy?         | Come va, Mamma Tigre?       | 10 ottobre 2012  | 15 gennaio 2015  |
| 3  | Heartache                       | Problemi di cuore           | 17 ottobre 2012  | 22 gennaio 2015  |
| 4  | Bitten                          | Morsi                       | 24 ottobre 2012  | 29 gennaio 2015  |
| 5  | Blood Brother                   | Fratello di sangue          | 31 ottobre 2012  | 5 febbraio 2015  |
| 6  | Southern Comfort                | L'accoglienza del Sud       | 7 novembre 2012  | 12 febbraio 2015 |
| 7  | A Little Slice of Kevin         | Un pezzettino di Kevin      | 14 novembre 2012 | 19 febbraio 2015 |
| 8  | Hunteri Heroici                 | Situazioni molto... animate | 28 novembre 2012 | 26 febbraio 2015 |
| 9  | Citizen Fang                    | Scontro tra vampiri         | 5 dicembre 2012  | 5 marzo 2015     |
| 10 | Torn and Frayed                 | Frequenze angeliche         | 16 gennaio 2013  | 12 marzo 2015    |
| 11 | LARP and the Real Girl          | Giochi di ruolo             | 23 gennaio 2013  | 19 marzo 2015    |
| 12 | As Time Goes By                 | Di padre in figlio          | 30 gennaio 2013  | 26 marzo 2015    |
| 13 | Everybody Hates Hitler          | Tutti odiano Hitler         | 6 febbraio 2013  | 2 aprile 2015    |
| 14 | Trial and Error                 | Le tre prove                | 13 febbraio 2013 | 9 aprile 2015    |
| 15 | Man's Best Friend With Benefits | Una strega per amico        | 20 febbraio 2013 | 16 aprile 2015   |
| 16 | Remember the Titans             | Ricorda i Titani            | 27 febbraio 2013 | 23 aprile 2015   |
| 17 | Goodbye Stranger                | Addio sconosciuto           | 20 marzo 2013    | 30 aprile 2015   |
| 18 | Freaks and Geeks                | Giovani cacciatori          | 27 marzo 2013    | 7 maggio 2015    |
| 19 | Taxi Driver                     | Un taxi per l'inferno       | 3 aprile 2013    | 14 maggio 2015   |
| 20 | Pac-Man Fever                   | Nella spirale del gioco     | 24 aprile 2013   | 28 maggio 2015   |
| 21 | The Great Escapist              | La grande illusione         | 1º maggio 2013   | 4 giugno 2015    |
| 22 | Clip Show                       | L'ultima prova              | 8 maggio 2013    | 11 giugno 2015   |
| 23 | Sacrifice                       | Sacrificio                  | 15 maggio 2013   | 18 giugno 2015   |

## Dobbiamo parlare di Kevin
- Titolo originale: We Need to Talk About Kevin
- Diretto da: Robert Singer
- Scritto da: Jeremy Carver

### Trama
Dopo un anno bloccato in Purgatorio, Dean riesce a fuggire con l'aiuto di un vampiro, Benny Lafitte. Come parte del loro accordo, Dean contrabbanda l'anima di Benny per uscire dal Purgatorio e resuscita il suo corpo prima di andare per la propria strada. Dean viaggia fino al rifugio a Whitefish, Montana, dove trova Sam ad aspettarlo. Alla domanda su dove sia Castiel, Dean afferma solo che "Castiel non ce l'ha fatta", facendogli capire che l'amico è rimasto bloccato in Purgatorio. Sam confessa al fratello di aver abbandonato la caccia e di condurre una vita normale. Dean, incredulo, resta deluso dal fatto che il fratello si sia rifatto subito una vita senza neanche provare a cercare di riportarlo indietro e, come se non bastasse, controllando i messaggi della segreteria sui telefoni che Sam aveva abbandonato nel rifugio, scopre che Kevin Tran è fuggito da Crowley e ha cercato il suo aiuto provando a contattarlo per 6 mesi. Sam si rende conto di aver sbagliato e decidono di rintracciarlo. Attraverso degli indizi capiscono che Kevin potrebbe trovarsi in Michigan, dalla sua fidanzata Channing. Intanto Dean comincia ad avere reminiscenze del Purgatorio dove ha combattuto con diverse creature che tentavano di mangiarlo, tra le quali Benny che poi gli ha proposto di farlo uscire da lì in quanto esiste un portale che può essere oltrepassato solo dai vivi. Mentre sono in viaggio, Sam confessa al fratello che si era ritirato dalla caccia dopo aver conosciuto una donna, Amelia, con la quale si era reso conto di cosa voleva veramente dalla vita. Poi, preoccupato per Dean, cerca di farsi raccontare altro del suo trascorso in Purgatorio ma lui resta vago e omette di aver accettato l'aiuto di un vampiro. Arrivati da Channing, i fratelli Winchester scoprono che la ragazza non ha più sentito Kevin da quando era sparito dopo aver confessato di essere un Profeta di Dio. Appena i due escono, Channing si rivela essere un demone e, dopo aver ucciso la sua coinquilina del college e versato il suo sangue in una coppa, comunica a qualcuno che i Winchester sono tornati. Flashback: Sam entra in un ospedale veterinario dopo aver investito un cane e viene soccorso dalla dottoressa Amelia Richardson che lo convince ad adottarlo per prendersi cura di lui. Nel presente, Sam e Dean attraverso le videocamere di sorveglianza del college scoprono che Kevin è stato lì, ma ora è in Iowa. Ritracciato il luogo, trovano il ragazzo che racconta di essere stato rapito da Crowley per tradurre un'altra tavoletta con una nuova parola di Dio, quella sui Demoni che avrebbe permesso di aprire le Porte dell'Inferno. Tuttavia, la tavola conteneva anche un modo per sigillare le stesse ma soprattutto, bandire tutti i demoni dalla Terra per sempre. Usando un incantesimo, Kevin era riuscito a ingannare Crowley e a fuggire con la tavoletta. Nel momento in cui Sam convince Kevin a sfruttare a proprio favore il possesso della tavola, i fratelli Winchester vengono attaccati da due demoni e durante lo scontro Dean mostra al fratello una particolare ascia, arma presa al Purgatorio. Tuttavia, Crowley si presenta con Channing, ancora posseduta, e minaccia Kevin di seguirlo e restituire la tavola. Kevin e i Winchester fuggono, ma Crowley uccide Channing per vendetta davanti a loro. Più tardi, Dean riceve una chiamata da Benny, che sembra mettere in discussione la vita al di fuori del Purgatorio, considerato da entrambi un luogo puro. I due cercano di mantenere una certa distanza l'uno dall'altro, ma Dean ricorda a Benny che dovrà chiamare solo in caso di emergenza.
- Supernatural Legend: Purgatorio, Demoni
- Guest star: Mark Sheppard (Crowley), Osric Chau (Kevin Tran), Liane Balaban (Amelia Richardson), Ty Olsson (Benny Lafitte).
- Altri interpreti: Lissa Neptuno (Channing), Erin Lacourciere (amica di Channing).
- Musiche: Locomotive Breath (Jethro Tull), Man in the Wilderness (Styx).
- Ascolti USA: 1 850 000 spettatori – rating 18-49 anni 0,8%[3]

## Come va, Mamma Tigre?
- Titolo originale: What's Up, Tiger Mommy?
- Diretto da: John Showalter
- Scritto da: Andrew Dabb e Daniel Loflin

### Trama
Dean propone di cercare direttamente la tavoletta dei Demoni che Kevin ha nascosto, ma il ragazzo vorrebbe prima assicurarsi che sua madre, Linda, stia bene. Dopo una discussione, Dean si lascia convincere e si recano in Michigan a casa di Linda Tran, dove i demoni di Crowley in guardia attendono un eventuale arrivo del Profeta. Dean e Sam uccidono i demoni sotto gli occhi di Linda, dopodiché i tre raccontano tutta la verità alla donna. Linda è ferma nel non voler lasciare andare il figlio da solo, ma Dean non riesce a dissuaderla ed è costretto a portarla con sé nel recupero della tavoletta, che però è stata rubata dal posto dove Kevin l'aveva nascosta. Inizia la ricerca della tavoletta dei Demoni e il gruppo riesce a rintracciare il ladro, Clem Smedley, che è stato arrestato. In prigione, durante l'interrogatorio del ladro, Dean ricorda il suo trascorso in Purgatorio in compagnia del vampiro Benny, quando torturava i mostri per costringerli a confessare dove fosse Castiel. L'esperienza in Purgatorio ha reso Dean più freddo, meno incline ai sentimentalismi. Appena vede che Clem è restio a parlare, Dean lo afferra per il collo, minacciando di tagliargli la gola, e costringe l'uomo a confessare. Scoprono, così, che la tavoletta è nelle mani di un negoziante che, però, l'ha già venduta, ma grazie all'aiuto di Linda, che dopo aver notato delle irregolarità minaccia di farlo multare, riescono a farsi dare le referenze dell'acquirente. Si recano così a casa dell'uomo che dice di chiamarsi Beau e che stava proprio cercando Kevin per consegnargli un invito esclusivo ad un'asta, presieduta dal dio romano dell'avarizia, Pluto, dove si venderà la tavoletta. Dean lo persuade ad estendere l'invito anche a lui, Sam e Linda, così i quattro si recano all'asta dove è bandita ogni forma d'incantesimo, maledizione e arma. Non avendo denaro per l'asta, inizialmente Dean tenta di far memorizzare a Kevin la tavoletta esposta in vetrina, ma si accorge che la parte con le scritte è stata coperta. Proprio mentre pensano di escogitare un altro piano, alle loro spalle appare Crowley che continua a minacciare Kevin. In quel momento Dean, in disparte, conosce Samandriel, un angelo amico di Castiel, che spera di ottenere la tavoletta per proteggere la Parola di Dio. Alla domanda su che fine abbia fatto Castiel, Dean ricorda quando in Purgatorio, assieme a Benny, l'ha trovato sulle rive di un fiume. Castiel era scappato via da Dean, lasciandolo da solo alle prese con i mostri, perché i leviatani avevano messo una taglia sulla sua testa e quindi si era allontanato per proteggere l'amico da questi ultimi. Castiel pare avere riacquistato il senno e dice a Dean di andarsene, ma Dean lo informa di aver trovato un modo per uscire dal Purgatorio e che non se ne andrà senza di lui. Iniziata l'asta, i ragazzi provano a racimolare tutto ciò che hanno in loro possesso per l'acquisto della tavoletta, ma si accorgono presto che le offerte sono ben oltre la loro portata. Dean prova allora a prendere di nascosto la tavoletta, ma fallisce. Crowley pare avere la meglio sull'acquisto della tavoletta, quando Beau decide di mettere in palio assieme a essa anche il Profeta, Kevin, indispensabile per tradurla. Soltanto con l'intervento di Linda, che offre la sua anima, riescono ad aggiudicarsi la tavoletta e Kevin. Prima di consegnare la sua anima, Linda incontra Samandriel che prova a convincere la donna a cedergli la tavoletta e il Profeta in quanto solo gli angeli sono in grado di custodirli, ma Linda preferisce che siano i Winchester a proteggere suo figlio dopo che i Leviatani avevano ucciso gli angeli. Al momento della consegna, però, Dean si accorge che il tatuaggio fatto a Linda per evitare che venga posseduta dai demoni è stato bruciato e dentro il suo corpo c'è Crowley. Infatti il Re degli Inferi ha promesso un'isola a Beau se egli avesse bruciato il tatuaggio sul braccio di Linda. Dean insegue Crowley, mentre Sam e Kevin devono vedersela con Beau, che ha tradito e ucciso Pluto. Sam uccide Beau usando il martello di Thor (uno degli oggetti dell'asta), e uccide pure il suo acquirente che aveva ucciso una vergine per garantirsi l'acquisto del martello. Kevin corre da Dean che lo ferma nel momento in cui sta per tagliare la gola a Linda, posseduta da Crowley. Il Re degli Inferi esce dal corpo della donna e, dopo aver letto nei suoi pensieri, è venuto a conoscenza del piano dei Winchester di chiudere i cancelli dell'inferno. Prima di andarsene con la tavoletta, Crowley cerca di mettere in guardia Kevin dicendogli di stare attento ai due cacciatori, perché a suo dire sono egoisti e tutte le persone che gli stanno intorno muoiono. Kevin è sconvolto a causa di Dean che ha cercato di uccidere sua madre, in stato di shock, e manda via i fratelli. Anche Sam ha da ridire riguardo al comportamento del fratello, dopo che quest'ultimo ha confessato che l'avrebbe uccisa. Alla fine Kevin scappa con sua madre e lascia un biglietto ai fratelli Winchester, dove scrive che senza la tavoletta non hanno più bisogno di lui. Dean riflette sul fatto che tutti quelli di cui lui non ha più bisogno finiscono per morire, ma Sam dice al fratello che questo non è vero. Però Dean ripensa a Castiel, in Purgatorio, quando in bilico su una rupe gridava il suo nome.
- Supernatural Legend: Pluto, Demoni
- Guest star: Misha Collins (Castiel), Mark Sheppard (Crowley), Osric Chau (Kevin Tran), Lauren Tom (Linda Tran), Ty Olsson (Benny Lafitte), Jonathan Walker (Beau), Gerard Plunkett (Pluto), Alex Diakun (signor Vili).
- Altri interpreti: Rachel Aberle (Shelley), Suzanne Ristic (Eunis), Tyler Johnston (Samandriel/Alfie).
- Musiche: The Devil's Chasing Me (The Reverend Horton Heat)
- Ascolti USA: 2 510 000 spettatori – rating 18-49 anni 1,0%[4]

## Problemi di cuore
- Titolo originale: Heartache
- Diretto da: Jensen Ackles
- Scritto da: Brad Buckner e Eugenie Ross-Leming

### Trama
A Minneapolis un ragazzo sta facendo jogging, quando un uomo, Paul Hayes, lo supera e gli strappa il cuore. Intanto Dean non ha ancora del tutto perdonato Sam per non averlo cercato quando era finito in Purgatorio, e di aver mollato “l'attività di famiglia” per un anno, ignorando ogni uccisione sospetta e i tentativi di Kevin di mettersi in contatto con lui, dopo la fuga da Crowley. Considerando che le ricerche su Kevin da una settimana non hanno portato a risultati, Dean propone al fratello di seguire un caso già avvenuto 6 mesi prima nello stesso posto. Durante le indagini interrogano Paul Hayes, ripreso dalle telecamere del parco mentre supera il ragazzo durante la corsa, ma che dice di non sapere nulla. Quella notte lo stesso tipo di omicidio si ripete in Iowa e le indagini portano a un detenuto, Arthur Swenson, che ripete sempre la stessa frase in una lingua misteriosa. Così Sam registra le parole del detenuto e spedisce la registrazione audio della frase al professor Morrison che, in passato, li aveva già aiutati con le Amazzoni. Il giorno dopo Arthur si recide il nervo ottico con un pezzo di telaio che ha staccato dal letto e, in ospedale, Sam e Dean scoprono che Arthur ha tentato di rimuovere l'occhio che gli era stato trapiantato dopo un incidente avvenuto un anno prima e si mettono alla ricerca del donatore.
Nel frattempo Dean confessa a Sam che il tempo passato in Purgatorio ha cambiato le sue prospettive e ora sa qual è il posto migliore per lui, ovvero sulla sua Impala, a dare la caccia ai demoni, insieme al fratello. Sam, però, non è dello stesso parere rendendosi conto che anche le sue prospettive sono cambiate nell'ultimo anno.
Il professor Morrison informa i fratelli che la lingua misteriosa della registrazione è maya antico, che la traduzione della frase è “il sacro dio Cacao è sorto” e che Cacao è il dio maya del mais. I ragazzi scoprono che tutte le vittime avevano ricevuto un organo dallo stesso donatore, Brick Holmes, famoso giocatore di football morto un anno prima, e che gli organi donati sono otto in totale. Dopo aver interrogato la madre di Holmes, Eleanor, i due non rinvengono particolari indizi.
Mentre proseguono le ricerche, Dean legge una mail indirizzata a Sam dall'università dove aveva fatto richiesta d'iscrizione e gli domanda se sia davvero intenzionato a mollare tutto, ma Sam gli risponde che sta soltanto valutando le alternative. Indagando nella casa di Brick, dove tutto è rimasto come era, Sam scopre che nell'armadio ci sono anche i vestiti di Eleonor e, insieme a Dean, rinviene una stanza segreta. In mezzo a vari trofei trovano una scatola con delle lettere indirizzate a una certa Betsy, risalenti agli anni '40. Sam e Dean decidono di ritornare a casa di Eleanor perché scoprono che non ha raccontato tutta la verità. Infatti Eleanor non è la madre di Brick, ma la sua amante e che si chiama Betsy. Molto addolorata, racconta ai Winchester che Brick viveva sulla terra dal tempo dei Maya. Brick aveva sempre vissuto per lo sport e non voleva che i suoi giorni di gloria terminassero, quindi stipulò un accordo con il dio Cacao, per l'eterna giovinezza, almeno finché avesse proseguito con i sacrifici umani, due volte l'anno. I due si erano conosciuti negli anni '40 e ogni dieci anni Brick cambiava nome e tornava alla ribalta con un nuovo sport. Dato che Brick non invecchiava, per non destare sospetti, decisero di comune accordo che Betsy avrebbe assunto l'identità di sua madre. Dopo anni, però, Brick, notando l'invecchiamento di Betsy e non sopportando l'idea di ritornare a vivere per secoli senza di lei, causò l'incidente in cui morì. Dean chiede l'aiuto di Betsy perché ora in circolazione ci sono le persone che hanno ricevuto degli organi di Brick, che continuano inconsciamente a compiere sacrifici spinti dalla presenza degli organi nel loro corpo. Betsy, ricordando che Brick le diceva sempre che il suo cuore era il fulcro di ogni cosa, pensa che fermando chi ha ricevuto il cuore di Brick, si fermeranno anche gli altri.
A ricevere il cuore di Brick è Randa, una spogliarellista che si fa trovare preparata all'arrivo dei Winchester e li fa bloccare da due delle persone che hanno ricevuto gli organi. Quando Randa sta per strappare il cuore a Dean, Sam interviene per salvarlo e Dean la finisce pugnalandola al cuore e nello stesso istante muoiono anche gli altri riceventi di organi.
In auto, Dean è euforico per aver risolto il caso, mentre Sam non lo è per niente e rivela al fratello che una volta risolta la faccenda di Kevin e della tavoletta, mollerà tutto. Nell'ultimo anno Sam ha sentito cosa si prova a vivere una vita normale e vuole continuare a viverla.
- Supernatural Legend: Cacao
- Guest star: Kyra Zagorsky (Randa Moreno), Liane Balaban (Amelia Richardson), Patty McCormack (Eleanor Holmes), Alan Ackles (Poliziotto Minneapolis).
- Altri interpreti: Brent Chapman (Paul Hayes), Aaron Pearl (Capitano Levitt), Paul Boyle (Arthur Swenson).
- Ascolti USA: 2 130 000 spettatori – rating 18-49 anni 1,0%[5]

## Morsi
- Titolo originale: Bitten
- Diretto da: Thomas J. Wright
- Scritto da: Robbie Thompson

### Trama
Sam e Dean entrano in una casa dove ci sono macchie di sangue ovunque e trovano un portatile con un biglietto che li invita a vedere un filmato. Nel filmato si vede un ragazzo, Brian Wilcox, col suo amico Michael Wheeler che deve fare un film per un progetto scolastico, ma non sa su cosa basarlo. Con i suoi amici usa la telecamera per riprendere delle ragazze sedute al tavolo accanto e una di esse, Kate, li avvicina e fa amicizia con loro. Tra Kate e Michael nasce una storia. La ragazza è appassionata di videocamere proprio come Brian, invece Michael non ne capisce granché. Brian riprende l'arrivo di Dean e Sam, perché al campus è stato assassinato uno studente, Jacob Carter, e una testimone dice di aver sentito ringhiare sotto casa. Michael e Brian quella sera escono per cercare qualcosa d'interessante da filmare, sorprendendo una coppia che amoreggia vicino ad un campo sportivo, decidono di filmarli di nascosto. Il ragazzo, Scott, quando scopre di essere stato ripreso insegue i due amici che si dividono. Michael viene preso da un lupo mannaro e la sua videocamera lo riprende cadendo per terra. Quando Brian lo raggiunge lo trova disteso per terra con una spalla sanguinante. Brian lo riporta a casa e Kate chiama il 911, ma il morso nel frattempo sparisce. Il mattino seguente, quando Michael si risveglia, scopre di possedere una forza sovrumana. Brian decide che Michael sarà il soggetto del suo film, ma Kate non è d'accordo. Rimasti soli Brian confessa all'amico che anche lui ha intenzione di farsi mordere dal lupo che lo ha attaccato per diventare forte come lui, ma Michael non ci trova nulla di divertente. Dean e Sam li vanno a trovare come agenti dell'FBI, per interrogarli sull'omicidio. Sam domanda a Brian se conosce qualcuno che è stato recentemente morso e lui mente non dicendogli di Michael. Quella sera a Michael spuntano zanne e artigli, e incomincia a mangiare senza fermarsi. Nel frattempo, Scott e tre suoi amici decidono di rimanere fuori quella notte per riprendere e scoprire chi ha azzannato Jacob. Scott incontra per strada Michael, che era uscito a fare la spesa, e lo provoca finché Michael non lo azzanna. Michael ritorna a casa da Brian e Kate, insanguinato e sconvolto, perché teme di aver ucciso Scott. Il mattino seguente Brian riprende Dean e Sam sulla scena del delitto e scopre che Michael ha mangiato il cuore di Scott. Brian litiga con Michael e quest'ultimo lo fa volare dall'altra parte della stanza. Michael sempre più sconvolto si rifugia tra le braccia di Kate e piangendo le confessa di non sapere più chi sia. Brian vuole chiamare la polizia e denunciare Michael, ma Kate continua insistentemente a difenderlo e a trovare giustificazioni. Kate dice a Brian che è innamorata e quindi deve raccogliere più informazioni e spiegazioni, prima di denunciare Michael; incomincia così a seguire Dean e Sam. Sentendo i Winchester, Michael scopre di essere un lupo mannaro e che i due vogliono ucciderlo. Revisionando il video di Michael quando è stato morso, Brian scopre che il loro professore è un lupo mannaro e lo ricatta per essere trasformato anche lui, perché non vuole più essere l'ombra di Michael e perché gli piace Kate. Il professore gli racconta di come ha cercato di trattenere il suo istinto e di cibarsi di cuori animali fino a quando non ha perso le staffe con Jacob. Sapeva che dei cacciatori sarebbero arrivati e lo avrebbero trovato e ucciso, così ha morso Michael per usarlo come capro espiatorio. Sam e Dean scovano il professore e lo uccidono, e qui si accorgono della telecamera nascosta che li riprendeva, e attraverso di essa risalgono a Brian. Michael e Brian, intanto, litigano per Kate, e Brian uccide Michael. Kate prova a vendicarsi colpendo Brian con un coltello d'argento, ma ha la peggio e Brian la morde per farla diventare come lui. Kate si trasforma e all'inizio gli fa credere di riuscire a vedere attraverso i suoi occhi, ma distraendolo lo morde a morte. È Kate a completare il film di Brian e a caricarlo sul portatile per Dean e Sam, per fargli capire che non erano dei mostri fino a qualche giorno prima, ma che avevano dei sogni e un futuro. Il filmato si conclude con Kate che implora i Winchester di darle una possibilità, promette loro che non farà del male a nessuno e fugge via. Dean decide di darle una possibilità, perché Kate non ha avuto scelta; Sam ne è sorpreso, ma è d'accordo con il fratello.
- Supernatural Legend: lupi mannari
- Guest star: Leigh Parker (Brian Wilcox), Brit Sheridan (Kate), Brandon Jones (Michael Wheeler).
- Altri interpreti: David Lewis (Professor Ludensky), Nneka Croal (Coroner), Eric Banerd (Scott Parker).
- Musiche: What's the matter (Milo Greene), These Days (Fairechild), Barricades (The Outdoors), Turned Tables (Should), It Took a Long Time (Koko Taylor).
- Ascolti USA: 1 860 000 spettatori – rating 18-49 anni 2,0%[6]

## Fratello di sangue
- Titolo originale: Blood Brother
- Diretto da: Guy Bee
- Scritto da: Ben Edlund

### Trama
Eagle Harbor, Washington. Mentre Sam e Dean discutono su come Kevin continui a fregarli e a sfuggirgli, Benny sta cercando di rintracciare il vampiro che lo uccise per vendicarsi, così chiama Dean per chiedergli aiuto, perché nonostante sia riuscito a uccidere diversi vampiri, è così malconcio da non riuscire più a muovere le gambe. Dean riferisce a Sam di dover andare via per un giorno per delle faccende personali che non vuole rivelargli, ma appena Sam si arrabbia perché dovrebbero cercare Kevin, Dean lo zittisce rinfacciandogli che lui si è preso un intero anno di pausa e che non dovrebbe discutere sulla sua decisione di assentarsi per un solo giorno. In viaggio sull'Impala, Dean ricorda come lui e Benny abbiano combattuto fianco a fianco al Purgatorio. Nel frattempo, Sam comincia a darsi da fare per rintracciare Kevin e ricorda il suo anno trascorso nella normalità durante il quale era riuscito a trovare un lavoro e ha conosciuto Amelia dalla quale ha appreso di avere molto in comune: infatti entrambi non sapevano dove andare ed erano rimasti completamente soli. Nel presente, Dean arriva da Benny e gli procura del sangue per aiutarlo a rimettersi in forze. Preoccupato, Dean chiede al vampiro cosa abbia fatto per ridursi in quel modo e ricorda una discussione tra Benny e Castiel in cui i due erano d'accordo su un punto: l'angelo attira troppo l'attenzione e mette a rischio il loro piano di fuga. Dean è un essere umano vivo e vegeto bloccato nel Purgatorio, per cui la sua fuga sarebbe più facile rispetto a quella di un angelo. Il Purgatorio, infatti, è stato creato da Dio solo per contenere entità non umane e Benny, essendo stato umano, ha una possibilità di fuga sotto forma di anima e per questo ha bisogno di un contenitore per passare attraverso il portale. Nonostante sia Benny che Castiel ammettano che quest'ultimo è un peso, Dean rifiuta l'idea di abbandonare l'angelo e continua per la sua strada.
Nel presente, Benny dice a Dean che sta cercando colui che lo trasformò in vampiro per ucciderlo, prima di essere nuovamente ucciso da lui. Benny racconta a Dean che quelli del suo vecchio gruppo erano vampiri pirati, che assalivano navi, si cibavano degli umani e poi affondavano la nave per far sparire ogni prova. Benny era il preferito del suo creatore, finché non si innamorò di un'umana, Andrea, e invece di comunicare le coordinate della nave da assalire su cui era presente la ragazza, fuggì con lei, ma il suo gruppo di vampiri li trovò. Per il suo creatore, l'azione di Benny corrispondeva ad un tradimento e perciò lo fece uccidere. L'ultima cosa che Benny vide fu il suo creatore, che egli chiama "il Vecchio", recidere la gola di Andrea e quindi Benny è ritornato dal Purgatorio per vendicarsi di lui. Dean decide di aiutarlo e vorrebbe scrivere un messaggio a Sam per informarlo, ma poi ci ripensa. A casa del Vecchio, Benny scopre che Andrea non è morta, ma è stata trasformata in un vampiro e appena si distrae, alla vista della ragazza, si lascia catturare dai suoi vecchi fratelli. Dean riesce a nascondersi e rifiuta le chiamate di Sam che prova a chiamarlo, però poi capisce che gli serve aiuto e richiama Sam rivelandogli di trovarsi in un nido di vampiri. I due iniziano a discutere al telefono e Sam non capisce perché il fratello stia correndo un simile rischio, ma Dean rivela di essere con un amico. In Sam sorgono ulteriori interrogativi e cerca di sapere di quale amico potrebbe essere, visto che i loro amici sono tutti morti. Intanto Andrea confessa a Benny di amarlo ancora, nonostante sia rimasta con il Vecchio, così credendo che solo lui possa ucciderlo e liberare tutti dal suo potere, gli consegna le chiavi delle manette e un coltello.
Dean, nel frattempo, manda la sua posizione a Sam ma nell'uccidere un vampiro il telefonino si rompe e la conversazione viene interrotta. Benny incontra il Vecchio che gli dice che la loro non è vita ma che lui non è mai riuscito a capirlo né accettarlo, per questo è sempre stato difficile per lui accettare la sua condizione di vampiro. Sam, intanto, si mette in viaggio per raggiungere al più presto Dean che incomincia a uccidere i vampiri che trova sul suo cammino.
Dean ricorda di un assalto in Purgatorio da parte dei Leviatani, che li avevano rintracciati tramite la presenza di Castiel. Ricorda come riuscirono a sconfiggerli e la confessione di Benny di come avesse smesso di nutrirsi di sangue umano poco prima di morire.
Nel presente, il Vecchio teme Benny che ora è più forte e non pone resistenza, lasciandosi uccidere. Benny ritorna da Andrea, ma lei non vuole andarsene e vorrebbe navigare assieme a Benny per i mari e saccheggiare le navi. Benny le risponde di essere ritornato per dare pace al suo ricordo e di averlo fatto, ma afferma che chi ha davanti non è più la donna che amava ma un mostro che hanno creato mostri come lui. Benny le dice che loro sono dannati, ma mentre lei tira fuori le zanne per ucciderlo, interviene Dean e la uccide.
Fuori dalla casa del Vecchio, Benny domanda a Dean perché lo abbia resuscitato, quando avrebbe potuto gettare la sua anima da qualche parte in modo che nessuno se ne sarebbe accorto, perché adesso non sa più chi sia.
Dean, allora, ricorda di quando i Leviatani li avevano trovati e di come Benny, nonostante tutto, avesse salvato la vita di Castiel.
Appena arriva Sam, Benny si presenta a lui e stringendogli la mano, capisce che è un vampiro e non lo uccide soltanto perché Dean con lo sguardo gli intima di non farlo. Benny, avendo capito la situazione, se ne va, dicendo che i due hanno molto di cui discutere.
- Supernatural Legend: Purgatorio, Vampiri
- Guest star: Misha Collins (Castiel), Ty Olsson (Benny), Liane Balaban (Amelia Richardson), Athena Karkanis (Andrea Kormos), Patrick Stafford ("Il Vecchio").
- Altri interpreti: Clayton Chitty (Quentin), Luc Roderique (Sorento).
- Musiche: Peer Gynt Suite No. 1, Op. 46: IV. In the Hall of the Mountain King (Edvard Grieg)
- Citazioni: All'inizio dell'episodio Dean parla di Kevin, in particolare del suo essere un genio, chiamandolo "un piccolo Rain Man".
- Ascolti USA: 1 780 000 spettatori – rating 18-49 anni 2,0%[7]

## L'accoglienza del Sud
- Titolo originale: Southern Comfort
- Diretto da: Tim Andrew
- Scritto da: Adam Glass

### Trama
Sam è sconvolto dal fatto che Dean sia diventato amico di un vampiro, poiché ha sempre sostenuto che i mostri andavano uccisi, ma il fratello gli dice che ha cambiato idea e prova a fargli capire che Benny lo ha salvato dal Purgatorio. Mentre seguono un nuovo caso di morti violente, incontrano Garth che sta lavorando alla stessa strana vicenda e che dice ai fratelli di essere diventato il “nuovo Bobby”, perché durante il loro anno di assenza non c'era nessuno a ricoprire il ruolo che aveva Bobby, così decidono di seguire il caso insieme.
Sam ricorda della sua prima volta con Amelia che gli confessò di aver perso suo marito, Don, in Afghanistan, otto mesi prima e che da allora non si era più lasciata andare con nessuno.
Dean viene posseduto dallo spirito vendicativo cui danno la caccia, che alimenta i rancori delle vittime e minaccia Sam, accusandolo di non averlo cercato quando era in Purgatorio, come invece avrebbe dovuto fare. Sam ritiene di non aver commesso errori, ma scelte, però Dean ribatte che al contrario suo, anche se ha mentito, non l'ha mai tradito e mai lo ha abbandonato e lasciato a morire per una ragazza. Anche Castiel lo ha abbandonato, l'unico a non averlo fatto è stato Benny, e per Dean, nell'ultimo anno, è stato più fratello di quanto non lo sia mai stato Sam. Proprio mentre Dean sta per uccidere il fratello, Garth riesce a fargli cadere di mano la moneta dove risiedeva lo spirito vendicativo.
Sam ripensa ad un'altra conversazione con Amelia, dove le confessa che quando suo fratello è morto a lui è sembrato come se il mondo fosse imploso ed è scappato via, proprio come lei dal dolore di suo marito.
Sam rimprovera Dean per tutte le cose che gli ha detto e che, anche se era sotto l'influenza dello spirito vendicativo, evidentemente le pensava. Inoltre gli fa capire che ha avuto una relazione seria con Amelia, al contrario di Dean che gli ha mentito su Benny. Nonostante tutto, Sam decide di metterci una pietra sopra e precisa, inoltre, che forse, un giorno sarà lui il cacciatore che ucciderà il suo amico vampiro.
- Supernatural Legend: Fantasmi
- Guest star: DJ Qualls (Garth Fitzgerald IV) e Liane Balaban (Amelia Richardson).
- Altri interpreti: Chilton Crane (Mary Lew), Julian Bailey (Scott Lew), Karen Kruper (Sarah Alcott Brown).
- Musiche: Fell on black days (Sound Garden), Jump (Kriss Kross), Wild Wild West (Kool Moe Dee), U Can't Touch This (Mc Hammer).
- Ascolti USA: 2 320 000 spettatori – rating 18-49 anni 1,0%[8]

## Un pezzettino di Kevin
- Titolo originale: A Little Slice of Kevin
- Diretto da: Charlie Carner
- Scritto da: Eugenie Ross-Leming e Brad Buckner

### Trama
Dean sta tranquillamente guidando quando gli appare Castiel sul ciglio della strada ma, fermandosi per guardare meglio, si accorge che è sparito. Tornato da Sam, il fratello lo informa su un nuovo caso: un bambino scomparso in concomitanza di un improvviso tornado che è durato pochi secondi. Eventi simili sono già successi nei giorni precedenti e sospettano un attacco demoniaco.
Tutte le persone scomparse sono state rapite da Crowley per sapere se tra di loro c'è un altro Profeta in grado di decifrare la tavoletta; infatti il Re degli Inferi sta torturando Samandriel per sapere i nomi di altri profeti che possono leggere le tavole, ma l'angelo continua a rispondergli che non ci sono altri nomi perché non è ancora nata la generazione successiva di profeti.
Nel frattempo, Linda, che vive nascosta in un rifugio, cerca di convincere Kevin a smettere di fuggire perché quello non è il modo migliore per vivere e rivela di aver ingaggiato una strega, Delta Mendota, che le procura gli ingredienti per costruire bombe antidemone, la cui composizione è stata tradotta da Kevin nella tavoletta dei Demoni, ora in possesso di Crowley.
Mentre i fratelli Winchester indagano sulle misteriose scomparse, Dean continua ad avere visioni di Castiel. Dean racconta a Sam che avrebbe potuto tirare Castiel fuori dal Purgatorio, ma che lui ha mollato troppo facilmente e che, nonostante tutto, si sente in colpa. Dean ricorda del Purgatorio, di quando finalmente erano vicini al portale e Castiel lo ha ringraziato per avere deciso di non abbandonarlo, anche se molto probabilmente non sarebbe potuto passare dal portale.
Nel frattempo le persone scomparse, riunite attorno a un tavolo con Crowley, credono di essere state rapite dagli alieni e non appena uno di loro insorge per essere liberato viene ucciso. Crowley chiede alle persone chi è in grado di leggere la tavoletta ma non ottiene i risultati sperati.
Intanto Delta porta a Kevin e a Linda gli ingredienti per una bomba antidemone, ma Linda si accorge che le quantità richieste non erano quelle pattuite e litiga con la ragazza. In realtà Delta fa il doppio gioco e conduce Crowley dal Profeta. Mentre Crowley porta via Kevin, Linda rimane da sola con un demone che vuole ucciderla ma lei riesce ad avere la meglio e lo cattura.
Intanto Castiel si ripresenta a Dean e gli dice di non avere idea di come abbia fatto a uscire dal Purgatorio. Dean ripensa al momento in cui trovò il portale nel Purgatorio: con un incantesimo di sangue, il cacciatore aveva intrappolato l'anima di Benny nel suo braccio e poi insieme a Castiel si stavano preparando ad attraversare il portale, poco distante da loro. Dopo un altro attacco da parte dei Leviatani, il portale, che stava quasi per chiudersi, viene raggiunto da Dean, che aveva teso una mano a Castiel che però era rimasto indietro. Quando il portale si era chiuso, Dean ha avuto la sensazione che Castiel si fosse arreso; inoltre ritiene impossibile che Castiel abbia trovato da solo l'uscita del Purgatorio ed è convinto che stia nascondendo qualcosa.
Tornando a indagare sulle sparizioni, Castiel informa i Winchester che le sette persone scomparse sono i futuri profeti dopo Kevin, ma che fino a quando il profeta attuale resta in vita gli altri non hanno poteri e dunque capiscono che dietro le sparizioni c'è Crowley. Linda chiama Sam per metterlo al corrente di quello che è successo e arriva dai Winchester con il demone chiuso nel cofano dell'auto, grazie al quale risalgono al nascondiglio di Crowley. Intanto Kevin, sotto le torture del Re degli Inferi, sta rivelando i contenuti della tavoletta e tra varie informazioni viene fuori che esistono altre tavolette contenenti il Verbo di Dio. Nel frattempo Sam annienta un gruppo di demoni con una bomba antidemone e libera le persone rapite. Durante uno scontro con un demone, Dean capisce che Castiel non è ancora al pieno delle sue energie, ma nonostante tutto l'angelo si scontra con Crowley e la tavoletta si spezza in due, di cui una metà viene presa dal demone prima di sparire. Ormai salvi, Kevin e sua madre vengono affidati a Garth e vivono nascosti su una barca.
Infine Dean e Castiel hanno modo di chiarirsi: l'angelo dice all'amico che non ricorda bene come sono andate le cose prima di attraversare il portale. Mettendogli una mano sulla fronte, gli riporta tutto alla memoria: Castiel aveva lasciato la mano di Dean perché non voleva essere salvato. Si era tirato indietro perché quello era il luogo in cui doveva restare e in cui avrebbe dovuto scontare la sua penitenza per gli errori fatti in Terra e in Paradiso. Mentre stanno parlando, Castiel viene teletrasportato al cospetto di un angelo, Naomi, che gli comunica di essere stato tirato fuori dal Purgatorio da una schiera angelica al costo di molte vite. Naomi vuole che Castiel aiuti i Winchester a trovare le tavole del Verbo di Dio e che faccia rapporto su tutto ciò che fanno. Castiel non è d'accordo ma in quel luogo è costretto a dire la verità, inoltre non si ricorderà di essere stato lì né di averla incontrata, come i Winchester non si accorgeranno neppure della sua assenza. Castiel ritorna alla conversazione con Sam e Dean con aria un po' distratta, riprendendola dal punto in cui era stata interrotta come se nulla fosse successo.
- Supernatural Legend: Demoni, Purgatorio, Paradiso
- Guest star: Misha Collins (Castiel), Mark Sheppard (Crowley), Osric Chau (Kevin Tran), Ty Olsson (Benny), Lauren Tom (Linda Tran), Amanda Tapping (Naomi), Cyrina Fiallo (Delta Mendota).
- Altri interpreti: Bruce Salomon (Aaron Webber), Thomas Cadrot (demone)
- Musiche: We Gotta Get Out of This Place (The Animals)
- Ascolti USA: 2 320 000 spettatori – rating 18-49 anni 1,0%[9]

## Situazioni molto... animate
- Titolo originale: Hunteri Heroici
- Diretto da: Paul Edwards
- Scritto da: Andrew Dabb

### Trama
Castiel sicuro della sua decisione di non voler tornare in Paradiso dopo tutto il male che ha causato, dice ai fratelli Winchester di voler diventare un cacciatore per poter aiutare la gente, proprio come loro. Dean, Sam e Castiel iniziano allora ad indagare su un caso e si trovano a dover cacciare qualcosa di diverso dal solito: uno psicocineta, cioè un umano con capacità psichiche tali da spostare gli oggetti oppure, se molto potenti e disturbati, come in questo caso, trasformare la realtà attorno a lui. A seguito di una serie di rapine in banca avvenute in strane circostanze, i tre scoprono che qualcuno sta utilizzando a proprio vantaggio dei poteri da psicocineta. Dopo essersi finti agenti dell'FBI ed aver interrogato varie persone, scoprono che quest'uomo si trova in una casa di cura per anziani e che si tratta di Fred Jones, vecchio conoscente di John Winchester. L'anziano, molto malato, passa le sue giornate guardando i cartoni animati e senza rendersene conto ha trasformato la realtà circostante in un cartoons; infatti tutta la cittadina è colpita da questo strano fenomeno. Intanto Sam continua ad avere dei flashback del periodo passato con Amelia, di quando la ragazza gli presentò il padre, Stan; quest'ultimo in un primo momento aveva finto di essere a favore del loro rapporto, ma alla fine aveva sostenuto che sia Sam e che Amelia non dovrebbero stare insieme perché si stanno aggrappando a questa relazione solo per fuggire, lei dalla scomparsa del marito, mentre lui da quella del fratello. Amelia però aveva fatto capire al padre che lei è consapevole di essere un disastro come Sam, ma che lui la rende felice. Dean, Castiel e Sam scoprono solo successivamente che è proprio il direttore della clinica per anziani, Mahoney, a sfruttare i poteri di Fred per poter commettere le rapine in banca. Così mentre Dean si ritrova a dover fermare il direttore, immerso nel buffo mondo dei cartoni animati, con pistole che invece di sparare hanno una bandierina con scritto "BANG", gli altri due cercano di riportare Fred alla realtà ma invano. Castiel allora teletrasporta Sam all'interno della mente dell'uomo, il quale riconosce il figlio di John Winchester; Fred fa capire a Sam che invecchiare è terribile per uno psicocineta, dato che col tempo perde il controllo dei suoi poteri e che solo guardare i cartoni animati gli permette di sentirsi al sicuro, ma Sam lo aiuta a reagire perché a suo dire bisogna affrontare i problemi, non evitarli, quindi Fred accetta di aiutarli. Fred ripristina la realtà e usa i suoi poteri per uccidere Mahoney che stava per sparare a Dean. Conscio che prima o poi perderà il controllo dei suoi poteri, accetta l'offerta di Castiel, che blocca per sempre i poteri dello psicocineta. Fred riprende a vivere in un mondo tutto suo, senza comunicare con gli altri ma, a detta di Castiel, ora è felice. Ripensando alle parole di Sam, Castiel capisce che deve affrontare i suoi problemi e tornare in Paradiso, ma proprio in quel momento l'angelo viene convocato da Naomi che gli impedisce l'accesso al Paradiso fino a quando non obbedirà ai suoi ordini. Ritornato dai suoi amici, l'angelo, pur non ricordando nulla, capisce che c'è qualcosa che non va e decide di separarsi dai due fratelli per restare insieme a Fred per qualche giorno, per prendersi cura di lui. In un altro flashback si vede Sam, insieme ad Amelia e suo padre: proprio quando le cose sembravano andare per il verso giusto, Amelia riceve una telefonata e le viene comunicato che suo marito è stato ritrovato vivo. L'episodio si conclude con Castiel, alla casa di riposo, che si siede vicino a Fred ascoltando, nella mente dell'anziano uomo, l'Inno alla Gioia.
- Supernatural Legend: Psicocinesi, Angeli
- Guest star: Misha Collins (Castiel), Mike Farrell (Fred Jones), Liane Balaban (Amelia Richardson), Amanda Tapping (Naomi).
- Altri interpreti: Catherine Lough Haggquist (Detective Glass), Greg Webb (Dwigth Mahoney), Brian Markinson (Stan Thompson).
- Citazioni: Il medico legale prende in giro Dean chiamandolo "agente Scully". Dean e Sam parlano a Castiel di alcuni cartoni animati, paragonandoli a cosa sta succedendo alle vittime, tra i quali Picchiarello, Wile E. Coyote e Beep Beep, Daffy Duck. Inoltre, Dean si riferisce al ladro chiamandolo "Animaniac" e poi cita Taddeo dicendo "Fate silenzio ragazzi, caccerò conigli!".
- Ascolti USA: 2 000 000 spettatori – rating 18-49 anni 0,8%[10]

## Scontro tra vampiri
- Titolo originale: Citizen Fang
- Diretto da: Nick Copus
- Scritto da: Daniel Loflin

### Trama
Carencro, Louisiana. Sam ha incaricato Martin Creaser, uscito da poco dal manicomio, di tenere sotto controllo Benny. Il cacciatore scopre che il vampiro si è integrato e lavora in un bar del posto, facendosi chiamare Roy. Alla chiusura del locale, Martin segue il vampiro in un bosco, ma inciampa in un cadavere e pensando che sia stato Benny a ucciderlo, avverte subito l'amico. Sam ne parla con Dean, il quale è molto scettico circa l'attendibilità di Martin, fino a poco tempo prima ricoverato per problemi psichiatrici, e sulla colpevolezza dell'amico Benny. I due si dirigono da Martin ma con intenzioni diverse, Dean vuole parlare con Benny e farsi spiegare cosa è accaduto; Sam invece è intenzionato a dare la caccia al vampiro, ma lascia il beneficio del dubbio e permette a Dean di parlare con l'amico per due ore, alla fine delle quali lui e Martin uccideranno il vampiro. Dean parlando con Benny, scopre che c'è un altro vampiro in città, Desmond, il quale sta commettendo una serie di omicidi in città affinché Benny si unisca al suo nido. Inoltre il vampiro gli dice che l'unico motivo per il quale continua ad andare avanti è la famiglia e gli rivela che il posto in cui lavora è gestito dalla sua pronipote, Elizabeth. Dean riferisce tutto a Sam e Martin per convincerli che Benny ha buone intenzioni, ma i due non gli credono; nonostante Dean supplichi il fratello di credergli, il ragazzo si rifiuta di fidarsi del vampiro, per il quale prova grande avversione. Ne scaturisce un acceso litigio fra i tre cacciatori che termina con Martin che colpisce Dean alla testa e lo ammanetta nella sua stanza per non farlo scappare. Intanto Sam pensa a quando Amelia gli chiese qualche giorno di tempo per riflettere su cosa fare dopo aver saputo che il marito è stato ritrovato vivo. Don incontrò Sam in un bar e, consapevole che Amelia ora amava anche un altro, gli disse che la scelta spettava solo a lei. Nonostante Sam fosse innamorato, decise di farsi da parte perché pensò che Amelia meritasse di stare con Don. Nel frattempo Dean riesce a liberarsi e avverte Benny che gli propone di uccidere insieme Desmond. Sam e Martin partono alla ricerca di Benny, ma mentre sono nella foresta Sam riceve un messaggio da parte di Amelia la quale gli chiede aiuto, così sale di corsa sulla macchina lasciando Martin da solo. Arrivati al covo dei vampiri, Dean si scontra con Desmond e viene ferito al collo. Benny, alla vista del sangue, è quasi tentato a morderlo, ma riesce a controllarsi e uccide il vampiro. Dean esorta Benny a fuggire dalla città perché è sicuro che Sam non smetterà mai di dargli la caccia. I due si salutano e Dean torna da Martin rassicurandogli che il problema è risolto. Poco dopo Martin chiama Benny, in fuga, e minaccia di uccidere Elizabeth che ha preso in ostaggio. Il vampiro incontra il cacciatore, dicendogli di aver ucciso il vero responsabile degli omicidi, ma Martin continua a sostenere che sia lui il mostro e Benny, in cambio della vita della ragazza, si offre di farsi tagliare la testa da lui. Sam, arrivato in Texas, si avvicina alla casa di Amelia, ma si accorge che non è in pericolo e, triste per aver visto la ragazza insieme al marito, va in un bar. Capendo che c'è qualcosa che non va e rileggendo il messaggio ricevuto, scopre che è stato Dean ad inviarglielo per farlo allontanare da Benny. Poco dopo però Dean, mentre è alla guida, riceve una chiamata da una sconvolta Elizabeth, che le chiede di tornare subito in città. Dean entra nel locale e trova molto sangue e un cadavere: è quello di Martin. La ragazza racconta l'accaduto a Dean il quale, al telefono, cerca di spiegare a Sam che il vampiro è stato costretto ad uccidere Martin, ma il fratello non vuole ascoltarlo e gli chiude il telefono in faccia. Poco dopo Sam si avvia verso l'uscita del bar quando incontra Amelia che lo ha seguito.
- Supernatural Legend: Vampiri
- Guest star: Ty Olsson (Benny), Liane Balaban (Amelia Richardson), Jon Gries (Martin Creaser), Kathleen Munroe (Elizabeth), Paul Campbell (Don Richardson).
- Musiche: Born On the Bayou (Creedence Clearwater Revival), Feel alright (Steve Earle), That old familiar pain (Marlin James).
- Ascolti USA: 2 058 000 spettatori – rating 18-49 anni 0,9%[11]

## Frequenze angeliche
- Titolo originale: Torn and Frayed
- Diretto da: Robert Singer
- Scritto da: Jenny Klein

### Trama
Sam è in un motel in Texas quando qualcuno bussa alla sua porta. Il cacciatore corre ad aprire sperando di trovarsi davanti Amelia, invece si presenta Dean con il quale è ancora arrabbiato. Dean informa il fratello che Benny è innocente ed è stato costretto ad uccidere Martin Creaser, il quale aveva minacciato di morte Elizabeth. Tra i due inizia una discussione in cui Sam afferma che oltre ad essere offeso per la faccenda di Benny, lo è ancora di più per il fatto che il fratello gli abbia fatto credere che Amelia, la ragazza che ama ancora, fosse in pericolo. Dean ammette la propria colpa ma non riceve il perdono da parte del fratello e decide di andarsene. Intanto un demone al servizio di Crowley continua a torturare Samandriel per ottenere informazioni; in un momento di solitudine l'angelo si mette in contatto con Naomi ma la richiesta d'aiuto viene interrotta dal ritorno del demone. Naomi che non sa dove possa trovarsi Samandriel, incarica Castiel di liberarlo ma l'angelo, non essendo molto abile con la tecnologia, chiede aiuto a Dean. I due cominciano a fare delle ricerche sul presunto luogo dove l'angelo è tenuto prigioniero: Castiel rivela a Dean che quando un angelo soffre a causa delle torture avvengono degli strani incidenti nelle vicinanze. Intanto al motel dove alloggia Sam si presenta Amelia, la quale dopo aver visto il ragazzo la sera prima al bar, vuole avere spiegazioni da lui. Sam le confida di essere tornato perché temeva per l'incolumità della ragazza in quanto ci tiene ancora a lei, ma non vuole crearle problemi. Amelia confessa a Sam che, nonostante sia felice con il marito, è ancora innamorata di lui. Passata la notte insieme, ma non sapendo prendere una decisione sul da farsi, lasciarsi per sempre o restare insieme, stabiliscono una condizione: i due continueranno a stare insieme solo se al termine dei successivi due giorni si presenteranno entrambi al motel. Dean riceve una richiesta di aiuto da Benny, ma essendo impegnato gli promette di richiamarlo. Intanto Castiel e Dean, analizzando i luoghi in cui avvengono gli incidenti, scovano il nascondiglio di Crowley ma hanno bisogno delle bombe anti-demone per affrontare i demoni messi di guardia, così si recano da Kevin, intento ad interpretare la tavoletta sui Demoni, il quale gli dà la lista degli ingredienti. Crowley però torturando Samandriel riesce a ipnotizzarlo: l'angelo comincia a dire frasi in lingua enochiana e rivela l'esistenza di una tavoletta sugli Angeli. Nonostante il parere contrario di Dean, Castiel porta anche Sam con sé, così che possa aiutarli, convincendo i due fratelli a mettere da parte le loro diatribe. Dean, Sam e Castiel vanno a liberare l'angelo ma, una volta portato in salvo, Samandriel non vuole tornare in Paradiso perché dice che durante le torture ha rivelato segreti di cui neanche lui era a conoscenza. Inoltre lo mette al corrente di Naomi che controlla gli angeli. Proprio in quel momento Naomi riprende il contatto psichico con Castiel e gli ordina di uccidere Samandriel in quanto ha divulgato informazioni riservate a Crowley; nonostante sia contrario, Castiel è costretto a uccidere l'angelo. I fratelli Winchester non capiscono per quale motivo Castiel ha ucciso l'amico, quindi l'angelo si giustifica dicendo che Samandriel a causa delle torture di Crowley aveva perso il controllo aggredendolo, e che dunque Castiel ha dovuto ucciderlo per difendersi. Sam e Dean notano che Castiel ha qualcosa di strano, ma non fanno in tempo a parlargli che l'angelo scompare per portare le spoglie di Samandriel in Paradiso. Sam e Dean, di nuovo soli, affrontano le loro divergenze: Sam confessa di non aver ancora deciso se lasciare suo fratello per stare con Amelia, contro ogni pronostico Dean incoraggia il fratello a tornare con lei, dato che lo rende felice. Mentre Sam esce per schiarirsi le idee, Dean invece telefona a Benny e dispiaciuto gli dice che vuole chiudere i rapporti e di non chiamarlo mai più. Quella sera al motel arriva Amelia, che ha deciso di lasciare il marito per Sam, ma entrando si accorge a malincuore che non vi è nessuno. Nella scena successiva si vede Sam che torna da Dean: ha scelto il fratello invece della ragazza.
- Supernatural Legend: Demoni, Angeli, Paradiso
- Guest star: Misha Collins (Castiel), Mark Sheppard (Crowley), Osric Chau (Kevin Tran), Ty Olsson (Benny), Liane Balaban (Amelia Richardson), Amanda Tapping (Naomi), Tyler Johnston (Samandriel), Vincent Gale (Viggo).
- Altri interpreti: Tony Alcantar (Chris Hinckley)
- Musiche: Katmandu (Bob Seger)
- Ascolti USA: 1 990 000 spettatori – rating 18-49 anni 0,9%[12]

## Giochi di ruolo
- Titolo originale: LARP and the Real Girl
- Diretto da: Jeannot Szwarc
- Scritto da: Robbie Thompson

### Trama
Farmington Hills, Michigan. Ed Nelson torna a casa e, dopo aver discusso al telefono con un amico, va a dormire. Durante la notte sul braccio di Ed compare uno strano simbolo celtico a forma di albero, poco dopo muore e i segni sulle sue braccia e gambe fanno pensare che fosse stato legato al letto, nonostante nessuno sia entrato in casa quella notte. Intanto Sam e Dean mentre sono in viaggio sull'Impala ricevono una chiamata da parte di Garth, che li ha localizzati tramite GPS, il quale assegna un caso ai fratelli. I due, fingendosi agenti dell'FBI, indagano sulla morte di Ed e interrogando l'amico, Lance Jacobsen, scoprono che i due giovani fanno parte di un LARP (gioco di ruolo dal vivo), chiamato "Moondoor". Poco dopo l'interrogatorio però Lance muore per via di un presunto avvelenamento. Dean e Sam capiscono allora che qualcuno sta usando la magia nera così si recano sul campo del gioco di ruolo, ambientato nel medioevo, per scoprire chi è il colpevole. Qui, tutti sono assorti dai propri ruoli così Dean è costretto a travestirsi con abiti medievali per poter incontrare la "regina" che si rivela essere Charlie Bradbury, la quale ha cambiato identità. La ragazza inizialmente si mostra poco contenta di vedere i fratelli in quanto non vuole più essere coinvolta in affari che riguardano i "mostri" ma, successivamente, si offre di aiutare i due ragazzi. Sam, grazie a un'altra giocatrice, Maria, riesce a identificare il simbolo: è l'albero del dolore e chi viene marchiato è vittima della magia delle fate. Intenta a ispezionare il parco in cui si svolge il gioco, Charlie viene rapita da una strana figura mascherata che la porta nella sua tenda; la rapitrice, Gilda, si scopre essere una fata la quale chiede aiuto a Charlie perché uno dei giocatori, talmente preso dal ruolo interpretato, l'ha vincolata con un incantesimo e costringe la fata a usare i suoi poteri per ferire e uccidere i suoi rivali nel gioco. Gilda rivela a Charlie che l'unico modo per spezzare l'incantesimo è trovare un "eroe" che può distruggere il libro degli incantesimi del suo padrone. Sam e Dean riescono a trovare Charlie ma il padrone, Gerry, ormai smascherato, li fa attaccare dalla fata; dopo una breve lotta, Charlie riesce a prendere il libro degli incantesimi e a distruggerlo. La fata, di nuovo libera, se ne va. Risolto il caso, i fratelli salutano Charlie, la quale li invita a chiamarla nel caso avessero ancora bisogno del suo aiuto. Dean, rimasto solo con Sam, dice al fratello di sapere quanto è stata dura per lui lasciare Amelia e gli propone di divertirsi un po', aspettandosi un rifiuto da parte del fratello, il quale invece accetta la proposta. Nella scena successiva i due fratelli, vestiti entrambi da guerrieri medievali, si accingono a prendere parte alla battaglia finale del gioco di ruolo e Dean pronuncia un solenne discorso per incitare i "guerrieri" alla battaglia.
- Supernatural Legend: Fate
- Guest star: Felicia Day (Charlie Bradbury), Hank Harris (Gerry/Boltar il Furioso), Tiffany Dupont (Fata Gilda), Don Thompson (Jake Miller).
- Altri interpreti: Michael Teigen (Max), Haig Sutherland (Lance), Andrea Brooks (Maria), Robert Sidley (Monty), Shaughnessy Redden (Ed Nelson).
- Musiche: China Grove (The Doobie Brothers).
- Citazioni: Nella scena finale Dean per incitare i "guerrieri" alla battaglia pronuncia il discorso di Mel Gibson nel film Braveheart. Charlie, impaurita dalla fata, cita le battute di Julia Roberts nel film Notting Hill.
- Ascolti USA: 2 010 000 spettatori – rating 18-49 anni 0,9%[13]

## Di padre in figlio
- Titolo originale: As Time Goes By
- Diretto da: Serge Ladouceur
- Scritto da: Adam Glass

### Trama
Normal, Illinois, 1958. Un uomo, Henry Winchester, esce di casa durante la notte dopo aver salutato il figlio e si reca in una sorta di congrega per svolgere un'iniziazione. Una demone, Abaddon, estremamente antica e potente, si impossessa di uno dei membri della congrega, Josie Sands, uccidendo tutti i presenti tranne uno che riesce a dare a Henry una scatola contenente una chiave, che il demone vuole avere. Henry si chiude in una stanza e tramite un rito magico fa un viaggio nel tempo e si ritrova nel 2013, nella stanza del motel dove si trovano Sam e Dean. Comparso all'improvviso, chiede ai due ragazzi dove può trovare John Winchester. I due fratelli inizialmente sono diffidenti nei confronti dell'uomo e mentre lo stanno interrogando compare Abaddon che vuole uccidere Henry. Dean attacca la demone alle spalle e le conficca il pugnale anti-demone nella schiena, ma con grande sorpresa scopre che non ha alcun effetto su di lei. I tre scappano sull'Impala e giunti in un luogo sicuro, solo dopo aver saputo che John è morto, Henry rivela di essere il padre di John. Inoltre spiega ai ragazzi di aver viaggiato nel tempo per proteggere da Abaddon la scatola che contiene una chiave con la quale si può accedere a tutto il sapere del soprannaturale, compresi incantesimi e molte altre cose che la demone userebbe a suo vantaggio. Henry rivela ai ragazzi che lui appartiene agli Uomini di Lettere, cioè coloro che custodiscono il sapere su tutto ciò che riguarda il soprannaturale e, oltre ad aiutare una piccola cerchia di cacciatori fidati, sono a conoscenza di potenti incantesimi che permettono di viaggiare nel tempo. L'uomo spiega inoltre che il suo mestiere si tramanda di padre in figlio e che anche John, una volta cresciuto, sarebbe dovuto diventare uno di loro e a loro volta Sam e Dean, per proseguire l'eredità della famiglia. Henry si stupisce infatti nel vedere che i due ragazzi sono diventati dei "rozzi" cacciatori e non Uomini di Lettere; Dean gli rivela che nella loro epoca gli Uomini di Lettere non esistono più. Arrivati nel luogo che avrebbe dovuto essere la sede degli Uomini di Lettere, Henry scopre che al suo posto c'è un negozio di fumetti e dopo alcune ricerche realizzano che gli anziani membri degli Uomini di Lettere sono quasi tutti morti. In un cimitero i tre trovano le lapidi degli Uomini di Lettere dove su quella di Larry Ganem anziché esserci il loro stemma, la stella dell'Acquario, c'è un simbolo haitiano per parlare coi morti. Riesumando la tomba però scoprono da una targhetta che quel cadavere non è di Larry: l'anziano Uomo di Lettere infatti è ancora vivo, ha 124 anni e vive a Lebanon in Kansas. Leggendo il diario di John, Sam scopre che Abaddon è un cavaliere dell'Inferno. Incuriosito, Henry chiede di poter vedere il diario del figlio e scoprendo che in realtà l'agenda era stata mandata dal club degli Uomini di Lettere, in quanto sono presenti le sue iniziali, realizza che non è riuscito a tornare indietro nel tempo. Dean rivela a Henry di cosa è stato capace di affrontare John, pur crescendo da solo, e rimprovera il nonno per aver abbandonato suo figlio il quale è cresciuto senza un padre e ha creduto per tutta la vita che lui lo avesse abbandonato e ora che è morto non saprà mai la verità. La mattina dopo, svegliandosi, Sam e Dean scoprono che Henry è scappato e che, preso dai sensi di colpa, ha intenzione di tornare indietro nel tempo e prendersi cura di John. Mentre Henry cerca gli ingredienti necessari per l'incantesimo, i fratelli Winchester scoprono che Abaddon sta uccidendo le persone nei luoghi in cui sono stati. I due fratelli decidono allora di dividersi: Sam va a casa di Larry Ganem per ottenere informazioni, mentre Dean va alla ricerca del nonno per fermarlo. Larry spiega a Sam l'importanza della chiave contenuta nella scatola e gli indica delle coordinate dove nasconderla, considerato il luogo più sicuro della Terra. In quel momento la moglie di Larry si rivela essere un demone che uccide l'anziano e prende in ostaggio Sam. Abaddon telefona a Dean proponendogli uno scambio: suo fratello in cambio di Henry e la chiave. Dean, che nel frattempo era riuscito a trovare e fermare Henry, accetta lo scambio del demone e costringe l'uomo ad andare con lui spiegandogli che Sam è l'unico componente della famiglia che gli rimane e non ha intenzione di perderlo come è successo con suo padre. I due si recano sul luogo dell'appuntamento e avviene lo scambio, durante il quale il demone ferisce Henry, ma lui spara ad Abaddon un proiettile in cui aveva precedentemente inciso un pentacolo per bloccare il potere del demone e ha scambiato la scatola con la chiave con un mazzo di carte. Dean taglia allora la testa ad Abaddon e, non potendola uccidere, taglia a pezzi il suo corpo seppellendo le varie parti in luoghi diversi per impedire che si ricomponga. Henry, rimasto gravemente ferito dallo scontro con il demone, si scusa con i ragazzi per averli giudicati e dice di essere molto fiero di suo figlio John, per poi morire tra le braccia di Sam. I due fratelli seppelliscono il corpo del nonno e Sam dice a Dean di aver finalmente capito ciò che Cupido gli aveva detto in passato: che l'unione di Mary e John era stata voluta dagli angeli per far unire la famiglia Campbell (famiglia di cacciatori) e quella Winchester (famiglia di Uomini di Lettere) per far nascere proprio i due fratelli che rappresentano l'unione di "muscoli e cervello". Dean risponde invece di aver capito che l'eredità della loro famiglia è la morte in quanto tutti i loro parenti sono stati uccisi.
- Supernatural Legend: Demoni
- Guest star: Gil McKinney (Henry Winchester), Alaina Huffman (Josie Sands/demone Abaddon), George Touliatos (Larry Ganem).
- Altri interpreti: Nels Guloien (giovane John Winchester), Katie Stuart (commessa del negozio di fumetti), James Hutson (hotel manager).
- Musiche: As Time Goes By (Herman Hupfeld), Surf's Up America (Bodega Girls), The Future Is Strange (Watt Son).
- Citazioni: Dean cita la saga di Star Wars paragonando gli Uomini di Lettere agli Jedi, cosa che naturalmente Henry non comprende provenendo dal 1958. Successivamente, Henry fischietta "As time goes by", dal film Casablanca. Dean capisce che Henry vuole tornare nel 1958 e lo paragona a Marty McFly.
- Ascolti USA: 2 120 000 spettatori – rating 18-49 anni 0,9%[14]

## Tutti odiano Hitler
- Titolo originale: Everybody Hates Hitler
- Diretto da: Phil Sgriccia
- Scritto da: Ben Edlund

### Trama
Bielorussia, 1944. Un golem decima un campo nazista, mentre le guardie cercano disperatamente di fermarlo. Il comandante, Eckhart, lancia un incantesimo che gli consente di mettersi in salvo e che riduce in cenere il campo, lasciando però intatta una valigetta che i nazisti cercavano di proteggere. Nel presente, a Wilkes-Barre, Pennsylvania, un rabbino, Isaac Bass, fa delle ricerche nella biblioteca di un college e trova un libro il cui contenuto lo spaventa. Il rabbino fa una telefonata in cui dice a qualcuno che il libro deve essere protetto e, dopo aver fornito tutte le indicazioni, un uomo misterioso che lo seguiva induce il rabbino ad una combustione spontanea. Nel frattempo, Sam e Dean, arrivati a Lebanon, in Kansas, trovano l'abbandonata, ma ancora intatta, base operativa degli Uomini di Lettere, dove il tempo sembra essersi fermato improvvisamente. Dopo due settimane, Sam scopre la morte di Isaac Bass, membro di un ordine segreto di rabbini, chiamato "L'Iniziativa di Giuda", e che ha lavorato con gli Uomini di Lettere durante la seconda guerra mondiale. Sam e Dean decidono di indagare sulla sua morte, ma vengono attaccati da un golem che risponde agli ordini di Aaron Bass, nipote del rabbino e l'ultimo discendente superstite dell'Iniziativa di Giuda. Il ragazzo spiega che il golem è stato creato dai rabbini per proteggere gli ebrei e che gli è stato mandato dal nonno dopo la sua morte, ma Aaron non sa come controllarlo correttamente perché ha bruciato il manuale dei golem che il nonno gli aveva regalato. Sam e Dean scoprono che il rabbino Bass combatteva una società di negromanti nazisti, chiamata Società di Thule, e che devono trovare un libro che Isaac aveva trovato e nascosto per Aaron. L'uomo che ha ucciso il rabbino Bass attacca Sam e Aaron, ma il golem lo uccide. Il gruppo viene a sapere che il libro è il Registro rosso, un diario pieno di esperimenti che la Thule ha usato per imparare a resuscitare le persone; in quel momento arrivano Eckhart e altri membri della Thule che con una formula disattivano il golem e riprendono il Registro rosso. Aaron capisce da Eckhart come prendere il pieno controllo del golem e si pente di non aver ascoltato le istruzioni che gli aveva lasciato il nonno. Prima che Eckart possa uccidere i Winchester, Aaron crea un diversivo che permette a Sam e Dean di uccidere due dei Thule. Eckhart poi li schernisce dicendo che la Thule non può essere fermata, ma viene ucciso. Dopo lo smaltimento dei corpi dei membri della Thule, Aaron prende il pieno controllo del golem e decide di continuare la lotta contro la Thule. Sam e Dean ritornano alla base, dove Sam scrive una copia del Registro Rosso, assumendo i doveri di un Uomo di Lettere.
- Supernatural Legend: Golem
- Guest star: Hal Linden (Rabbino Isaac Bass), Adam Rose (Aaron Bass), John DeSantis (Golem), Bernhard Forcher (Eckart).
- Musiche: On the Sunny Side of the Street (Frankie Laine), Love High (Dude Royal), Get Thee Behind Me Satan (Ella Fitzgerald).
- Ascolti USA: 2 290 000 telespettatori – rating 18-49 1,0%[15]

## Le tre prove
- Titolo originale: Trial and Error
- Diretto da: Kevin Parks
- Scritto da: Andrew Dabb

### Trama
Sam e Dean si sono stabiliti nella base operativa degli Uomini di Lettere, dove Dean ha finalmente una sua camera, mentre Sam trascorre le giornate nella libreria. Dopo settimane di lavoro, Kevin decifra la parte di tavoletta in cui ci sono le istruzioni per chiudere le Porte dell'Inferno e chiama Sam e Dean. Il ragazzo afferma che, al fine di chiudere i cancelli degli inferi, qualcuno deve completare tre prove e poi recitare una formula in enochiano ad ogni prova conclusa. Per il momento Kevin è riuscito a decifrare solo la prima prova che consiste nell'uccidere un segugio infernale e bagnarsi nel suo sangue. Vedendo Kevin sfinito, Sam gli consiglia di riposarsi per qualche giorno ma lui è determinato a concludere questa missione perché vorrebbe tornare al più presto a una vita normale. I fratelli Winchester decidono di rintracciare un cerbero e Sam identifica la famiglia Cassity in Idaho, sospettati di aver fatto un patto con un demone in quanto dieci anni prima hanno scoperto il petrolio in un luogo dove non sarebbe stato possibile trovarlo. Sam e Dean riescono a farsi assumere alla fattoria Cassity per tenere d'occhio la famiglia e uccidere il cerbero inviato per raccogliere l'anima di chi ha fatto il patto. Inoltre i due fratelli conoscono la direttrice della fattoria, Ellie, la quale è visibilmente attratta da Dean. I due fratelli si convincono che sia stata la proprietaria, Alice, ad aver stretto il patto con un demone, ma purtroppo si lasciano così sfuggire il cerbero, che invece uccide Carl, il marito di Alice. Parlando con la donna, scoprono che non è triste né dispiaciuta per la morte di Carl, dunque Sam realizza che Carl aveva fatto il patto con il demone per far sì che Alice si innamorasse di lui. Rendendosi conto che c'è ancora qualcuno della famiglia che ha fatto un patto con un demone, Sam e Dean decidono di rimanere. Intanto Kevin informa i fratelli che vedere un cerbero è possibile solo per i dannati, oppure attraverso una lente bruciata dal fuoco sacro: Dean allora recupera degli occhiali e li passa nel fuoco sacro. Quella sera tutta la famiglia Cassity arriva a confortare Alice per la perdita di Carl e durante la cena, mentre Sam origlia i loro discorsi, si scopre che l'accordo è stato fatto con lo stesso Crowley. Appena vede due membri della famiglia che si recano nel bosco per cacciare quello che loro credono sia il lupo che ha ucciso Carl, Sam si offre di accompagnarli. Mentre vagano nel bosco, Margot, la più giovane della famiglia, viene uccisa dal cerbero e si scopre che aveva stretto un patto con un demone convinta che la sua famiglia sarebbe stata felice se fossero diventati ricchi. Il mastino infernale continua a dare la caccia in giro per casa, il che indica che qualcun altro è in debito col Re degli Inferi. Nel frattempo Ellie bacia Dean e vorrebbe fare l'amore con lui, ma il ragazzo si trova costretto a rifiutare per dare la caccia al cerbero e quando le dice di rimandare, la ragazza gli fa capire che non ci sarà una prossima volta. In quel momento Dean intuisce che la prossima vittima è proprio Ellie: la ragazza aveva stretto un accordo col demone per salvare la madre dal morbo di Parkinson, quando aveva 15 anni. Parlando con Sam, Dean gli dice che dovrà essere il maggiore dei Winchester a portare a termine le tre prove perché è sicuro che prima o poi colui che le completerà dovrà sacrificare la propria vita. Quindi Dean, definendosi un "soldato", vuole compiere il suo destino e in fondo morire in battaglia è quello che ha sempre voluto, mentre per Sam desidera una vita diversa: una moglie, dei figli e dei nipoti. Dean protegge Ellie con della polvere hoodoo, poi affronta il cerbero ma, perdendo gli occhiali durante la colluttazione, non riesce a ucciderlo. Interviene allora Sam che lo pugnala e il sangue del cerbero si riversa sul suo corpo, facendo di lui quello che deve completare le altre prove. Dean dà a Ellie un sacchetto con delle protezioni anti-demoniache e la convince a scappare da Crowley, facendole credere che se rimane nascosta dal demone non sarà in grado di inviare un altro cerbero ad ucciderla. Sam vuole pronunciare l'incantesimo per completare la prima prova, ma Dean non glielo permette e cerca dunque di convincerlo a trovare un altro mastino infernale in modo che possa essere lui a ucciderlo. Sam dice a Dean che lui vede in questa missione una speranza di una vita migliore per tutti e due così, dopo aver convinto il fratello, Sam pronuncia l'incantesimo e nel suo braccio sembra entrare una strana energia che gli causa un lieve mancamento, ma dice di sentirsi bene.
- Supernatural Legend: Demoni, Cerberi
- Guest star: Osric Chau (Kevin Tran), Danay García (Ellie), Alisen Down (Alice Cassity), Francis X. McCarthy (Noah Cassity), Tamara Braun (Cindy Cassity).
- Altri interpreti: Candice-May Langlois (Margot Cassity), John Stewart (Carl Granville), J. Douglas Stewart (sceriffo).
- Musiche: I Touch Myself (Divinyls)
- Ascolti USA: 2 410 000 telespettatori – rating 18-49 1,0%[16]

## Una strega per amico
- Titolo originale: Man's Best Friend With Benefits
- Diretto da: John Showalter
- Scritto da: Brad Buckner e Eugenie Ross-Leming

### Trama
Sam e Dean ricevono un messaggio con una richiesta d'aiuto da James Frampton, un poliziotto che li ha aiutati in un caso precedente. In viaggio verso St. Louis, Missouri, incontrano Portia, il famiglio di James, che può assumere le sembianze di una ragazza o di un cane. Portia rivela loro che James è diventato uno stregone dal loro ultimo incontro e che sta usando la magia per risolvere i casi e avanzare di carriera nella polizia. La ragazza chiede aiuto ai cacciatori in quanto James, da un po' di tempo, sta avendo dei terribili incubi nei quali sogna di uccidere delle persone che vengono poi effettivamente trovate assassinate. Sam e Dean sono contrariati perché non vedono di buon occhio le streghe, ma decidono di dargli una possibilità, così indagano cercando di capire se qualcuno sta controllando le azioni di James. Intanto quest'ultimo, in un ritrovo di stregoni, confessa i suoi incubi al suo amico Spencer che gli consiglia di prendersi una pausa dalla stregoneria. Appena James scopre che Portia ha chiesto l'aiuto dei Winchester si arrabbia, ma decide di farsi aiutare. Sam e Dean si convincono che James sia davvero un assassino e stanno per ucciderlo, ma Portia li ferma, convinta che qualcuno potrebbe commettere gli omicidi e inserirne i ricordi nella mente di James. Infatti mentre James e Portia stavano facendo l'amore, Portia è entrata nella sua mente vedendo i suoi sogni e si è resa conto che c'erano solo le immagini degli omicidi, senza alcun intento, pianificazione o movente. La donna convince così Sam e Dean a indagare ancora. Dean trova un incantesimo nel libro di Bobby attraverso il quale è possibile creare falsi ricordi nella mente di una persona. In centrale, Sam si rende conto che Ed Stoltz, il detective della polizia che indaga sul caso, sta nascondendo qualcosa. Sam, Dean e James usano la proiezione astrale per visitare la stazione di polizia e scoprono che Stoltz ha del rancore verso James perché è riuscito a fare carriera più velocemente di lui. Inoltre Stoltz sta costruendo un caso contro di lui usando Philippe LeChat, il famiglio di un altro stregone, come testimone. James interroga Philippe che ammette di essere stato obbligato dal suo padrone, Spencer. Quest'ultimo uccide il proprio famiglio e rivela di essere stato lui a commettere gli omicidi e di aver fatto tutto ciò perché era geloso di James e Portia, poiché avrebbe voluto lei come sua famiglio e amante. James combatte contro Spencer ma viene sopraffatto; Dean e Sam provano a intervenire ma Spencer lancia un incantesimo anche contro di loro, che gli permette di entrare nelle loro menti facendo rivivere loro i ricordi più dolorosi; a quel punto però interviene Portia, che aggredisce Spencer, così i Winchester riescono a pronunciare un incantesimo che uccide Spencer. James e Portia decidono di lasciare la città e iniziare una nuova vita insieme, dato che Stoltz è ancora intenzionato a indagare su James. Inoltre la comunità delle streghe non li accetta più come loro membri poiché hanno violato la regola secondo la quale un famiglio e il suo padrone non dovrebbero avere una relazione di tipo sessuale, ma a loro due sta bene così. Alla fine Dean dice a Sam che durante l'incantesimo di Spencer ha rivisto tutto il dolore che la loro famiglia ha dovuto sopportare e che ha capito che se loro sono sopravvissuti è perché sono rimasti uniti. Inoltre gli dice di avere fiducia in lui e che se lui sente di poter affrontare le prove, allora Dean lo appoggerà. Tuttavia, mentre Sam gli risponde di sentirsi pronto e di stare bene si accorge che gli cola del sangue dalla bocca.
- Supernatural Legend: Streghe, Famiglio
- Guest star: Christian Campbell (James Frampton), Mishael Morgan (Portia), Curtis Caravaggio (Spencer Wallis), Serge Houde (Ed Stoltz).
- Altri interpreti: Sebastian Gacki (Phillippe LeChat), James Pizzinato (Drexyl), Darcey Johnson (Josh).
- Citazioni: Spencer, riferendosi alla storia d'amore di James e Portia, li paragona a Edward e Bella.
- Ascolti USA: 2 100 000 telespettatori – rating 18-49 0,9%[17]

## Ricorda i Titani
- Titolo originale: Remember the Titans
- Diretto da: Steve Boyum
- Scritto da: Daniel Loflin

### Trama
A Great Falls, Montana, un uomo viene colpito e ucciso da un automobilista ubriaco, che scappa lasciando il cadavere dov'è. La mattina seguente, dopo essere stato trovato semicongelato da un poliziotto, l'uomo torna in vita, guarisce e se ne va. Sam e Dean, in attesa che Kevin li chiami per la prova successiva, trovano un articolo su un giornale che parla dell'accaduto e decidono di indagare. Nel frattempo Sam si accorge che continua a sputare sangue dalla bocca, probabile effetto collaterale della prima prova, ma lo nasconde a Dean. Intanto il misterioso uomo viene trovato ancora una volta deceduto, a causa dell'attacco di un orso, e mentre Sam e Dean sono in visita all'obitorio, egli torna di nuovo in vita, così lo portano con loro per determinare che cosa sta succedendo. L'uomo dice di chiamarsi Shane ma non ricorda chi è realmente: i suoi ricordi si fermano a sette anni prima, quando venne trovato su una montagna in Europa travolto da una valanga. Da allora continua a morire ogni giorno, per poi tornare in vita. Durante la notte, mentre Shane sta dormendo, viene attaccato da una donna che tenta di ucciderlo, senza tuttavia riuscirci, e poi scompare. Il giorno dopo si fa viva una misteriosa donna di nome Hayley, che ha con sé il figlio di sette anni di nome Oliver. La donna, che da tempo è in cerca di Shane, sette anni prima si trovava sulla stessa montagna in cui era stato trovato Shane e i due erano stati insieme dopo essersi salvati dalla valanga: Hayley rivela a Shane che il piccolo è suo figlio. Intanto Sam capisce chi è veramente Shane: è Prometeo, il titano che Zeus condannò a morire ogni giorno per averlo sfidato, donando il fuoco agli umani, dopo che lo stesso Zeus lo aveva portato via a loro. Hayley rivela a Shane e i Winchester che purtroppo anche Oliver muore ogni giorno come il padre, da quando ha compiuto sette anni, che a detta di Sam, nell'antica Grecia corrispondevano alla celebrazione di uno dei riti dell'età virile. Per liberare Shane e Oliver dalla maledizione, Sam e Dean decidono di convocare Zeus e costringerlo a rompere la maledizione, dopo avere imparato a invocarlo, intrappolarlo e ucciderlo dai testi dei Letterati. Zeus però riesce a farsi liberare dalla trappola da Hayley, facendole intendere che avrebbe aiutato Oliver, e procede a torturare Prometeo, progettando di uccidere lui e Oliver più e più volte per fargliela pagare in eterno per quello che Prometeo ha fatto, poiché quel gesto diede il via alla caduta degli dei, perché donando agli umani il fuoco li rese indipendenti, e loro col tempo smisero di credere nelle divinità, rendendole deboli. Inoltre la scoperta che pure il figlio di Prometeo è afflitto dalla sua stessa maledizione, lo eccita. Sam e Dean cercano di fermare Zeus, ma sua figlia Artemide, la donna che precedentemente aveva aggredito Shane, li ferma. Zeus aveva dato a sua figlia il compito di dare la caccia a Prometeo dopo che lui era fuggito, e Sam trova strano che in tanto tempo lei non sia mai riuscita a trovarlo, quindi capisce che in realtà Artemide ama Prometeo, e che lo nascose a suo padre per evitare che lui lo trovasse. Sam convince la dea che non è giusto da parte di suo padre prendersela con il piccolo Oliver, dunque Artemide, per amore di Prometeo, cerca di uccidere il padre con una delle sue frecce, le quali hanno il potere di uccidere un dio. Zeus usa Prometeo come scudo, ma Prometeo spinge la freccia attraverso se stesso fino a Zeus, uccidendolo. Prometeo muore permanentemente e, con Zeus morto, la maledizione su Oliver è rotta. Sam e Dean cremano Prometeo, dandogli l'ultimo saluto. In viaggio sull'Impala, Sam confessa di essere preoccupato per le prove a cui dovrà sottoporsi e teme che potrebbero avere delle imprevedibili conseguenze negative. Dean cerca di incoraggiare il fratello, ma una volta tornati alla base prega Castiel di prendersi cura di Sam. Nonostante le suppliche di Dean, Castiel non compare.
- Supernatural Legend: Divinità Greche
- Guest star: Brooke Langton (Hayley), John Reardon (Prometeo/Shane), Anna Van Hooft (Artemide), John Novak (Zeus).
- Ascolti USA: 2 130 000 telespettatori – rating 18-49 0,9%[18]

## Addio, sconosciuto
- Titolo originale: Goodbye Stranger
- Diretto da: Thomas J. Wright
- Scritto da: Robbie Thompson

### Trama
Dopo aver ucciso spietatamente migliaia di cloni di Dean, Castiel è inviato da Naomi per ottenere la tavola degli Angeli prima che Crowley possa arrivare ad essa. Allo stesso tempo, Sam e Dean trovano un caso dove la gente muore con gli occhi bruciati, le mani e i piedi tagliati e gli organi liquefatti. Dean vede che nel cestino della spazzatura c'è un fazzoletto sporco di sangue e inizia a preoccuparsi per la salute di Sam. Indagando sul caso, scoprono che l'ultima donna uccisa, Ann, era posseduta da un demone e stava scavando in una vecchia zona della città in cerca di qualcosa. Parlando con un'amica della vittima, Wendy, vengono a sapere che Ann era alla ricerca di un vecchio frutteto andato perduto dopo la ricostruzione della città. Ann si era rivolta a Wendy che, attraverso le sue ricerche per una tesi, era riuscita a risalire alla posizione dell'antico frutteto poco prima che Ann morisse. In quel momento fanno irruzione tre demoni che si scontrano con Sam e Dean, ma fortunatamente viene in loro soccorso Castiel. Sam e Dean sono sorpresi di vedere l'amico che era sparito da un bel po' e gli chiedono dove sia stato. Naomi impone a Castiel di mentire ai Winchester, non dicendo loro dell'esistenza della tavola degli Angeli, così rivela ai due che i demoni stanno cercando una delle cripte di Lucifero dove probabilmente si nasconde una pergamena con la quale decifrare la seconda metà della tavola dei Demoni senza l'aiuto di Kevin. Torturando un demone, Sam, Dean e Castiel vengono a conoscenza che chi sta dando le informazioni ai demoni di Crowley è un altro demone da loro catturato, che a quanto pare conosce le posizioni di tutte le cripte di Lucifero, dicendo loro che gli scagnozzi di Crowley lo tengono prigioniero in un motel. Sam e Dean però si rendono conto che Castiel è cambiato e sono preoccupati per lui. Infatti mentre interrogano uno dei demoni catturati che stava per rivelare ai due che nelle cripte di Lucifero si trova la tavoletta degli Angeli, Castiel prontamente lo uccide e dice ai Winchester di farsi da parte perché rallentano le sue ricerche. I tre scoprono che il demone che conosce esattamente la posizione delle cripte di Lucifero è Meg, ma che non ha ancora rivelato nulla perché vuole guadagnare tempo per liberarsi da Crowley, e dunque Castiel non può ucciderla. Inoltre la demone rivela a Sam e Dean la verità: i demoni sono alla ricerca della terza tavola, quella degli Angeli. Castiel, per non destare ulteriori sospetti, si finge sorpreso e si giustifica dicendo di aver ricevuto un'informazione errata dai demoni che ha torturato, ma Dean non è propenso a credergli. Grazie all'aiuto di Meg, i quattro trovano la cripta. Dean chiede a Sam di restare di guardia in quanto dopo la prima prova le sue condizioni di salute non sono ottimali. Sam prova a convincerlo che non è così, ma interviene Castiel che rivela a Dean che a causa delle prove, Sam adesso è in pessime condizioni e che nemmeno lo stesso Castiel può guarirlo. Sam e Meg rimangono di guardia, mentre Dean e Castiel scendono nella cripta e trovano la tavoletta. Nel frattempo Sam e Meg conversano: Sam, parlando della sua relazione con Amelia, confessa a Meg che la relazione con lei ha permesso al cacciatore di capire una cosa, cioè che è possibile avere una vita normale. Dean non vuole dare la tavola a Castiel perché ha capito che il suo amico non ha fatto altro che raccontargli delle menzogne, ma Naomi ordina a Castiel di prendere la tavola e uccidere Dean. L'angelo, contro la sua volontà, si scontra violentemente con Dean, ma quest'ultimo parla con Castiel facendogli capire che per lui è parte della sua famiglia e che ha bisogno di lui. Grazie alle parole dell'amico, Castiel riesce a interrompere le manipolazioni di Naomi e, scusandosi con Dean, lo guarisce dalle ferite che lui stesso gli ha inflitto. Crowley si presenta davanti a Sam e Meg, dopo che questi avevano ucciso gli altri demoni che Crowley aveva mandato alla cripta. Meg, in un gesto di altruismo, permette a Sam di scappare per avvertire Dean e Castiel, di cui è innamorata, mentre lei tiene Crowley occupato. Intanto Castiel confessa a Dean tutta la verità sul controllo mentale che Naomi esercitava su di lui, e dopo avergli detto che deve proteggere la tavoletta sia dagli angeli che dai demoni, ma anche da Dean, scompare. Sam e Dean scappano, mentre Crowley affronta Meg e la uccide con una lama angelica. Naomi, non riuscendo più a mettersi in contatto con Castiel, si reca nella cripta dove incontra Crowley che vorrebbe proporle un patto, ma l'angelo scompare prima che il Re degli inferi possa dettare le condizioni. Mentre sono in auto, Dean chiede a Sam di essere onesto con lui riguardo alle sue condizioni di salute, ma gli dice pure che lo aiuterà a portare a termine le due prove mancanti. Intanto Castiel si dirige verso una destinazione sconosciuta su un autobus lontano da amici e nemici.
- Supernatural legend: Angeli, Demoni
- Guest star: Misha Collins (Castiel), Mark Sheppard (Crowley), Rachel Miner (Meg), Amanda Tapping (Naomi).
- Citazioni: Meg chiama Castiel "Clarence", citando il film La vita è meravigliosa. Sempre Meg cita "Star Wars" dicendo a Dean che è troppo basso per le truppe d'assalto. Crowley chiama Sam e Dean "Timon e Pumbaa". In macchina, Dean cita Il Signore degli Anelli dicendo a Sam "Non posso portare il peso di queste prove per te, ma posso portare te" (in originale: Non posso portare l'Anello per voi, ma posso portare voi).
- Musiche: Goodbye Stranger (Supertramp)
- Ascolti USA: 2 160 000 telespettatori – rating 18-49 1,0%[19]

## Giovani cacciatori
- Titolo originale: Freaks and Geeks
- Diretto da: John F. Showalter
- Scritto da: Adam Glass

### Trama
Cacciando i vampiri a Conway Springs, Kansas, Sam e Dean scoprono che un gruppo di giovani cacciatori adolescenti sta dando la caccia ai vampiri e tra di loro c'è pure Krissy Chambers. I fratelli Winchester trovano strano che lei abbia ripreso a fare la cacciatrice, dopo che lei e suo padre avevano deciso di chiudere con quella vita. Dean e Sam la trovano in un motel insieme ai suoi amici, Aidan e Josephine, mentre combattono contro un vampiro, e dopo che Krissy lo indebolisce con il sangue di una persona morta, Josephine si appresta a ucciderlo, dato che quel vampiro ha ucciso la sua famiglia, nonostante lui affermi di essere innocente. Krissy spiega che lei stava vivendo una vita semplice e felice con suo padre fino a quando un giorno è stato ucciso da un vampiro. Anche i suoi amici sono orfani, tutti i loro genitori sono stati uccisi dai vampiri. Inoltre ora vengono cresciuti da un cacciatore di nome Victor, il quale, oltre ad addestrarli, li fa andare a scuola, improvvisandosi a figura paterna, e rintraccia i vampiri cha hanno ucciso le loro famiglie. Sam e Dean parlano con Victor Rogers, quest'ultimo afferma di voler creare una nuova generazione di cacciatori più moderni, infatti durante le missioni riprendono tutto con le videocamere, inoltre cerca di istruirli a vivere una vita normale alternandola con quella del cacciatore. Dean non si fida di lui e decide di indagare per conto suo, mentre Sam lo tiene d'occhio. Victor rivela a Sam che un tempo aveva una moglie e dei figli, ma che un giorno vennero uccisi da un wendigo, e gli fa capire che nonostante tutto non bisogna per forza rinunciare agli affetti. Victor localizza la vampira che si presume abbia ucciso il padre di Krissy, quindi manda i tre ragazzi a stanarla. Intanto Dean scopre, da alcune testimonianze, che il vampiro ucciso da Josephine la sera prima era in realtà una persona innocente trasformata e portata in quel motel da un uomo incappucciato. Inoltre in un rifugio trova un'altra ragazza rapita che sta per cominciare la trasformazione in vampiro e anche lei dice di essere stata rapita da un uomo misterioso alla guida di un furgone. Nel frattempo Sam nota che il vampiro descritto dalle testimonianze si trova proprio fuori a casa di Victor e avverte il cacciatore per seguirlo. Sam e Victor perlustrano la zona ma stranamente Victor prende le difese della creatura e tramortisce Sam, colpendolo alle spalle. Intanto Krissy e i suoi amici trovano la vampira e vorrebbero ucciderla, ma Dean, oltre a convincere i ragazzi che cacciare non vuol dire solo uccidere, attraverso delle prove spiega che la ragazza è innocente, in quanto da poco trasformata e che può essere ancora salvata facendole bere il sangue del vampiro che l'ha generata. Sam si risveglia legato a una sedia, nella casa di Victor e scopre che lui e il vampiro, Seth, sono complici. Infatti i due creano omicidi di proposito per condizionare i ragazzi a cacciare sempre di più al fine di prepararsi a un'atroce guerra, dopo quella dei Leviatani. Proprio in quel momento arrivano Dean e gli altri ragazzi, che obbligano Victor a raccontare la verità: è stato Seth, su richiesta di Victor, a uccidere i genitori di Krissy e dei suoi amici, con la speranza che loro, in cerca di vendetta, avrebbero accettato di farsi addestrare da lui, mentre i vampiri che Victor ha ingiustamente accusato degli omicidi, erano stati trasformati da Seth, in questo modo loro avrebbero avuto l'illusione di vendicarsi. Victor ha fatto uccidere i loro genitori perché lui ha selezionato i giovani ragazzi affinché diventassero dei giovani cacciatori perfetti. I giovani cacciatori neutralizzano Seth, mentre Krissy ha l'opportunità di uccidere Victor, ma decide di lasciarlo vivere, sostenendo che la vita sarà una punizione migliore dato che resterà solo, senza famiglia e amici. Victor alla fine si toglie la vita sparandosi alla testa. Usando il sangue di Seth i giovani cacciatori fanno ritornare la ragazza umana, dato che era stato lui a trasformarla. Krissy decide di rimanere a vivere nella casa di Victor insieme a Josephine e Aidan, perché nonostante le motivazioni con cui Victor ha legato i tre ragazzi fossero sbagliate, loro ormai sono una famiglia, inoltre promette a Dean che, tranne se costretta, si terrà lontana dalla caccia il più possibile. Dean e Sam lasciano soli i tre ragazzi, e Dean riflette sul fatto che le giovani generazioni future non avranno bisogno di fare i cacciatori se loro chiuderanno le porte dell'Inferno, inoltre Sam afferma che pure lui e suo fratello potrebbero vivere una vita normale se ciò accadesse.
- Supernatural Legend: Vampiri
- Guest star: Madison McLaughlin (Krissy Chambers), Adam DiMarco (Aidan), Megan Danso (Josephine Barnes), Adrian Hough (Victor Rogers), Cole Vigue (Seth).
- Altri interpreti: Paul Belsito (sceriffo), Ava Vanderstarren (Connie), Aria DeMaris (vampira).
- Musiche: I'll surely die (The Rubens).
- Ascolti USA: 2 230 000 telespettatori – rating 18-49 1,0%[20]

## Un taxi per l'inferno
- Titolo originale: Taxi Driver
- Diretto da: Guy Bee
- Scritto da: Brad Buckner e Eugenie Ross-Leming

### Trama
Kevin Tran inizia ad avere allucinazioni nelle quali sente la voce di Crowley. Il profeta mette al corrente Sam e Dean, inoltre comunica loro che ha decifrato la seconda prova che consiste nel liberare un'anima innocente dall'Inferno e rilasciarla in Paradiso.
I fratelli Winchester attirano un demone degli incroci e lo catturano, poi lo torturano per farsi dire come raggiungere l'Inferno e scoprono che esistono dei mietitori mercenari che conducono le persone all'Inferno dietro compenso. Sam e Dean quindi rintracciano Ajay, che rivela di essere il mietitore che ha portato l'anima di Bobby Singer all'inferno su ordine di Crowley per vendetta personale, nonostante fosse destinato al Paradiso.
Ajay accetta di portare Sam all'Inferno perché avere per debitori i Winchester è un'occasione unica. Dean è costretto a rimanere indietro e deve affrontare un Kevin snervato che stanco di tutta la situazione decide di nascondere la metà della tavoletta in un posto sicuro.
La prova inizia ma la strada non è diretta: si deve passare per il Purgatorio, dove esiste una scorciatoia per l'Inferno. Ajay dà ventiquattro ore di tempo a Sam prima di tornare a riprenderlo, ma appena Crowley lo scopre, uccide il mietitore.
Sam riesce a trovare il passaggio per l'Inferno e recupera Bobby che era rinchiuso in una cella ma purtroppo, con la morte di Ajay, i due restano bloccati in Purgatorio.
Nel frattempo nel rifugio di Kevin si palesa Naomi che cerca di instaurare un rapporto di collaborazione con Dean per trovare Castiel, ma il cacciatore non si fida dopo che lei aveva tentato di farlo uccidere dall'amico. Naomi si giustifica dicendo che Castiel, avendo avuto un periodo instabile, ha interpretato male i suoi ordini e che lei è dalla loro parte e vuole solo proteggere la tavoletta degli Angeli. Nonostante tutto Naomi capisce che Dean si fida ancora di Castiel, cosa comprovata dal fatto che non ha messo simboli contro gli angeli nel bunker, e che lei e Dean vogliono entrambi che le porte dell'Inferno vengano chiuse. Inoltre Naomi è a conoscenza del fatto che Sam si è fatto aiutare da un mietitore per arrivare all'inferno e avverte Dean che ora Sam è intrappolato nel Purgatorio. Intanto Bobby e Sam si sorprendono di come Dean sia riuscito a sopravvivere per un anno in un posto simile, ma quando Bobby capisce che Sam non ha cercato Dean e che si era rifatto una vita, si arrabbia con lui e gli ricorda che l'amore fraterno è più importante del patto che avevano fatto anni prima di non cercarsi se uno dei due fosse scomparso.
Trovando morto Ajay, Dean chiama Benny per chiedergli un favore estremo: morire per tornare in Purgatorio e portare fuori Sam nello stesso modo in cui riuscì a liberare Dean, per poi uscire pure lui a sua volta passando attraverso Sam. Benny accetta, specialmente perché le cose per lui si sono fatte sempre più difficili da quando è ritornato in vita, dato che sente di non avere più uno scopo e che non è ben accetto sia tra gli umani che tra i vampiri.
Dean gli promette che, una volta ritornato dal Purgatorio, provvederà ad aiutarlo di più. Così Dean uccide Benny, che una volta giunto in Purgatorio salva Sam e Bobby dai vampiri, ma rimane indietro per tenerli a bada. Sam riappare nella foresta del Maine, dove lo aspetta Dean e rilascia l'anima di Bobby in Paradiso. Crowley, che ha capito il loro piano, interviene per riportare Bobby all'Inferno, ma grazie all'intervento decisivo di Naomi la seconda prova è superata.
Nel viaggio di ritorno, Sam si scusa con Dean: ammette che Benny in realtà era una brava persona e la vera ragione per cui è rimasto in Purgatorio non era legata al fatto che voleva tenere i vampiri a bada, ma perché si era stancato di vivere sulla Terra. Dean però confessa di non aver ancora bruciato le ossa del vampiro, caso mai un giorno trovasse il modo di riportarlo indietro.
Nonostante ulteriori precauzioni per proteggersi dai demoni, Kevin viene trovato da Crowley attraverso sua madre, affermando di averla uccisa, e dopo averlo catturato ruba tutti i suoi appunti sulla tavoletta. Quando Sam e Dean arrivano al nascondiglio di Kevin, non trovando alcun segno di lotta, si accorgono che la sua roba non c'è più e credono che il ragazzo sia scappato ancora.
- Supernatural Legend: Inferno, Purgatorio, Angeli, Demoni, Vampiri, Mietitori
- Guest star: Jim Beaver (Bobby Singer), Mark Sheppard (Crowley), Osric Chau (Kevin Tran), Ty Olsson (Benny), Amanda Tapping (Naomi), Assaf Cohen (Ajay).
- Altri interpreti: Doron Bell (demone degli incroci), Elizabeth Weinstein (demone).
- Ascolti USA: 1 900 000 telespettatori – rating 18-49 0,9%[21]

## Nella spirale del gioco
- Titolo originale: Pac-Man Fever
- Diretto da: Robert Singer
- Scritto da: Robbie Thompson

### Trama
Dean si risveglia nel 1951 in una base militare, indossa una divisa da ufficiale e mentre cammina nei corridoi delle creature si avvicinano a lui.
24 ore prima: Sam e Dean vengono contattati dalla loro amica Charlie Bradbury che presenta loro il caso di un uomo trovato morto a Topeka, Kansas, le cui viscere sono state liquefatte.
Sam decide di prendere parte al caso, ma Dean, preoccupato per le sue condizioni fisiche causate dalle prove sostenute, glielo impedisce. Sam cerca di convincere il fratello che va tutto bene, ma Dean lo mette alla prova sul poligono di tiro dove Sam non riesce nemmeno a centrare il bersaglio. Charlie dice di trovarsi a Topeka per una convention di fumetti e dopo aver spiegato il caso ai fratelli, Dean la coinvolge nelle indagini al posto di Sam.
Dopo vari tentativi di indagine andati a vuoto soprattutto per gli ostacoli del medico legale, Jennifer O'Brien, Dean e Charlie incontrano Sam sulla scena di un altro crimine collegato. Charlie interroga i due ragazzi testimoni e uno dei due rivela che sul braccio della vittima c'era un simbolo azzurro. Dean, Sam e Charlie entrano di nascosto nell'ufficio del coroner e mentre Charlie distrae la dottoressa O'Brien, Dean e Sam raccolgono più materiale possibile.
A seguito di varie ricerche, scoprono che si tratta di una particolare tipologia di Djinn che opera in maniera diversa rispetto a quelli più comuni. Charlie torna al suo appartamento dove viene catturata da Jennifer, la quale si rivela essere il Djinn. Mentre la cercano, Sam scopre che Charlie ha mentito, poiché non c'era nessuna convention di fumetti a Topeka, ma Dean rinviene che Charlie ha provveduto per molti anni a pagare le cure della madre rimasta in stato vegetativo dopo un incidente stradale in cui il padre invece morì.
Jennifer contamina Charlie con il suo veleno, che la fa cadere in un sogno dove la ragazza è costretta a rivivere le sue paure, mentre il veleno le farà liquefare le viscere: infatti diversamente dagli altri Djinn che fanno vivere alle persone i loro sogni segreti, questo si nutre delle loro peggiori paure.
Dean e Sam trovano il Djinn e lo uccidono; ma resta da liberare Charlie dal sonno profondo: Dean beve una pozione a base di radice e Sam lo colpisce per fargli perdere i sensi ed entrare nel suo sogno. Questo riporta alla scena iniziale dell'episodio: Dean infatti si ritrova in un videogioco di guerra, The Red Scare, che Charlie modificò illegalmente distribuendolo online, rischiando la prigione, e per il quale la ragazza è costretta a vivere sotto false identità. Sam intanto viene aggredito da un altro Djinn, il figlio di Jennifer: è stato lui a uccidere quelle persone, mentre sua madre lo stava solo coprendo, così Sam alla fine lo uccide. Dean e Charlie, nel sogno di quest'ultima, entrano nel reparto ospedaliero della base militare e trovano la madre di Charlie. Lei vorrebbe proteggere la madre ma capisce che l'unico modo per salvarsi è accettare il fatto che lei non si risveglierà, così Dean riesce a convincerla, salvando entrambi.
Finita l'avventura, Charlie saluta i Winchester, mentre Dean e Sam continuano a cercare Kevin per completare le prove. Dean abbraccia Sam, perché diversamente da Charlie, lui non è pronto a dire addio a suo fratello. Charlie decide di lasciare andare la madre, ma prima le fa visita in ospedale e le legge Lo Hobbit per un'ultima volta, come sua madre faceva a Charlie quando era una bambina.
- Supernatural legend: Djinn
- Guest star: Lynda Boyd (Dr. Jennifer O'Brien), Felicia Day (Charlie Bradbury).
- Musiche: Night hop (Benny Carter); Walking on Sunshine (Katrina and the Waves); Notturno op.9 n.2 (Chopin), Iron Man (Black Sabbath).
- Citazioni: Nel salutarsi, nella versione in lingua originale, Charlie dice a Dean "I love you" e in risposta riceve "I know", esattamente come Ian Solo replica a Leila ne L'Impero colpisce ancora. In ospedale, Charlie legge a sua madre le prime righe del libro lo Hobbit.
- Ascolti USA: 2 380 000 telespettatori – rating 18-49 1,0%[22]

## La grande illusione
- Titolo originale: The Great Escapist
- Diretto da: Robert Duncan McNeill
- Scritto da: Ben Edlund

### Trama
Kevin si risveglia nel suo rifugio e riceve la visita di Sam e Dean che gli portano l'altra metà della tavoletta dei Demoni, dicendo di essere riusciti a sottrarla a Crowley. Il profeta si mette subito al lavoro per tradurre la terza prova, ma in realtà non sa che sta vivendo in una sorta di illusione creata proprio dal Re degli Inferi e che i Sam e Dean coi quali ha parlato sono demoni al servizio di Crowley.
Intanto, i veri Sam e Dean ricevono un videomessaggio automatizzato via email ideato da Kevin per le emergenze, nel quale informa i cacciatori che nel caso lo avessero ricevuto avrebbe potuto significare che probabilmente il ragazzo è stato rapito o ucciso. Inoltre li informa che in allegato al videomessaggio c'è un file contenente gli appunti sul suo lavoro fatto finora sulla prima metà della tavoletta dei Demoni. Sam riconosce un simbolo, trascritto in alcuni artefatti di una tribù di pellerossa, i Due Fiume, che significa "Messaggero di Dio"; la traccia porta i due cacciatori a pensare che tale simbolo sia correlato a Metatron, l'angelo che scrisse il Verbo di Dio. I fratelli arrivano in Colorado, dove c'è la sede dei Due Fiume. Alloggiando nell'hotel locale, la salute di Sam peggiora sempre più e, come conseguenza del suo cimentarsi nelle tre prove, inizia a percepire la presenza di Metatron.
Nel frattempo, Castiel si nasconde dagli angeli spostandosi in tutte le identiche filiali esistenti della nota catena Biggerson. Così Naomi decide di passare alle maniere forti uccidendo dipendenti e clienti della filiale di Santa Fe, in Nuovo Messico, poi Esper e Ion, due angeli mandati da lei, lo catturano per torturarlo. Naomi, ormai impaziente, dopo aver definito Castiel come un angelo venuto fuori con un difetto di fabbrica in quanto ha sempre disobbedito agli ordini, insiste nel farsi rivelare dove sia nascosta la tavoletta degli Angeli, ma lui non cede facilmente. Crowley, dopo aver corrotto Ion, si reca subito sul posto e colpisce Esper con una pistola caricata con speciali proiettili forgiati dalla fusione di una spada angelica, mentre Naomi scappa.
Crowley inizia a torturare Castiel per poi trovare la tavoletta Angeli all'interno del suo corpo, stratagemma che consentiva a Castiel di rimanere in costante contatto fisico con essa sciogliendo così il suo legame con Naomi. Contattato dai suoi due scagnozzi che gli rivelano che Kevin si è reso conto di essere vittima di un'illusione, il re dell'Inferno lascia Castiel insieme a Ion e va dal profeta per costringerlo con la forza a farsi dare la prima metà nascosta della tavoletta dei Demoni.
Poco dopo mentre Ion racconta di come Naomi sia riuscita a manipolare gli angeli e prendere il controllo, Castiel riesce ad estrarre la pallottola che ha in corpo e la usa per uccidere Ion, scappando.
I Winchester scoprono che Metatron ama nutrirsi di storie e lo trovano in una stanza dell'hotel ricolma di libri. Nel loro incontro, i ragazzi scoprono come egli sia un umile angelo di basso livello a cui Dio assegnò l'incarico della trascrizione del suo Verbo, prima che il Creatore sparisse. La scomparsa di Dio portò scompiglio in Paradiso e gli angeli iniziarono a tentare di prendere il controllo dell'universo. Temendo il peggio, Metatron nascose il Verbo di Dio e, dato che era l'unico che poteva tradurlo, decise di scappare dal Paradiso. Nel suo isolamento, l'angelo si è nutrito delle storie narrate dall'uomo fin dalla preistoria, rimanendo ignaro di chi siano i Winchester, dell'Apocalisse e di tutti gli eventi della lotta tra Inferno e Paradiso.
Crowley, mosso dalla rabbia, inizia a strangolare Kevin, ma Metatron, convinto da Sam e Dean che è ora di uscire allo scoperto, decide di proteggere il profeta e lo porta in salvo. Kevin si riprende e l'angelo rivela ai Winchester che la terza e ultima prova consiste nel guarire un demone. Metatron inoltre, non mostra l'entusiasmo che Dean si aspetta quando gli rivela che vuole chiudere le porte dell'Inferno, bensì l'angelo sottolinea solo che questa è una scelta e che chi la compie deve essere pronto alle conseguenze.
Mentre Dean e Sam si rimettono sulla strada trovano Castiel a terra per strada, ferito, che chiede loro aiuto.
- Supernatural Legend: Demoni, Inferno, Paradiso, Angeli
- Guest star: Misha Collins (Castiel), Mark Sheppard (Crowley), Osric Chau (Kevin Tran), Amanda Tapping (Naomi), Curtis Armstrong (Metatron).
- Ascolti USA: 2 070 000 telespettatori – rating 18-49 0,9%[23]

## L'ultima prova
- Titolo originale: Clip Show
- Diretto da: Thomas J. Wright
- Scritto da: Andrew Dabb

### Trama
Lost Creek, Colorado: Tommy Collins, un ragazzo che i fratelli Winchester aiutarono in passato con un wendigo, viene misteriosamente ucciso. Intanto al bunker, Castiel inizia a riprendersi, ma Dean non riesce a perdonarlo per essere scappato con la tavola degli angeli, dimostrando così la poca fiducia che ha in lui. I due cacciatori cercano di capire come portare a termine l'ultima prova che consiste nel "guarire un demone", quindi cercano informazioni negli archivi degli Uomini di Lettere e trovano un video di un uomo, padre Max Thompson, che esorcizzava i demoni usando un metodo diverso, mai visto prima, e decidono di fare visita al suo vecchio assistente, padre Simon, che vive a St. Louis. Castiel si offre volontario per aiutarli, ma Dean vuole tenerlo fuori dal caso e, mentre approfitta della loro assenza per fare la spesa, incontra Metatron. Dopo che Kevin gli ha parlato di lui, Metatron vede un alleato in Castiel e gli rivela che, sotto la guida di Naomi, gli angeli si sono divisi in diverse fazioni e si combattono ancora, infatti senza gli arcangeli non c'è più ordine in Paradiso. Arrivati a St. Louis, i fratelli Winchester parlano con padre Simon, che rivela ai due ragazzi che padre Thompson è morto, ma che stava studiando un modo per guarire dal male un demone, sostenendo che è possibile in quanto l'anima di un demone è stata dilaniata dall'Inferno, ma che può essere risanata. Dean e Sam trovano altri filmati e scoprono che padre Thompson, due giorni prima di morire, era riuscito a filmare un esorcismo in cui aveva purificato dal male un demone, iniettandogli il suo sangue, ogni ora, per otto ore di seguito, dopo essersi confessato. Nel frattempo, Metatron spiega a Castiel che le tavole vennero create da Dio per tenere sotto controllo le sue creature nel caso diventassero troppo pericolose, una per spedire i leviatani nel Purgatorio, una per sigillare i demoni all'Inferno e per ultima una per rinchiudere gli angeli in Paradiso, sostenendo che tenere gli angeli lontani dall'umanità, almeno per un po', sarebbe la cosa giusta, soprattutto se decidessero di dare il via a una guerra civile che potrebbe espandersi anche sulla Terra. Per confinare gli angeli in Paradiso bisogna svolgere delle prove e, secondo lui, Castiel è più idoneo a portare avanti l'impresa. Sam e Dean decidono di ricomporre il corpo di Josie Sands, posseduto da Abaddon, e di guarirla dopo che ha confessato di essere l'assassina di Thompson, ma la demone riesce a liberarsi e scappare. Crowley telefona ai fratelli Winchester e li mette al corrente che ha intenzione di uccidere tutte le persone che loro due hanno salvato nel corso degli anni, se loro completeranno l'ultima prova per chiudere le Porte degli Inferi. Nel frattempo Metatron cerca di convincere Castiel ad adempiere alla prima prova: uccidere una Nefilim, una creatura nata dall'accoppiamento carnale tra un angelo e un umano, quindi considerata un abominio. Castiel non vuole uccidere un'innocente, ma la Nefilim, che aveva capito da subito che erano due angeli, li aggredisce entrambi, quindi Castiel la uccide con la lama angelica. Intanto anche Jenny Klein, un'altra ragazza che i Winchester aiutarono in passato, che vive a Prosperity (Indiana), è appena stata uccisa, e Crowley afferma che ucciderà una persona che loro hanno aiutato ogni dodici ore se non abbandoneranno le prove. Inoltre li indirizza a Indianapolis, più precisamente nella stanza di un hotel, e lì trovano un'altra ragazza salvata in passato, Sarah Blake, la quale ora è sposata ed è diventata madre da un anno. I cacciatori cercano di proteggerla, raffigurando dei simboli anti demone nella stanza, ma Crowley rivela ai due che in quanto figlio di una strega, dalla quale ha imparato dei trucchetti, ha la capacità di uccidere le vittime con un incantesimo. Sarah muore tra le braccia di Sam che inizia a considerare l'idea di abbandonare tutto, ma Dean lo convince a non arrendersi, sostenendo che troveranno un modo per fermare Crowley.
- Supernatural Legend: Nefilim, Demoni
- Guest star: Misha Collins (Castiel), Mark Sheppard (Crowley), Curtis Armstrong (Metatron), Alaina Huffman (Abaddon), Taylor Cole (Sarah Blake), Graham Wardle (Tommy Collins), Donnelly Rhodes (Padre Thompson).
- Ascolti USA: 2 070 000 telespettatori – rating 18-49 1,0%[24]

## Sacrificio
- Titolo originale: Sacrifice
- Diretto da: Phil Sgriccia
- Scritto da: Jeremy Carver

### Trama
Crowley, come aveva promesso, continua a minacciare di morte le persone vicine ai Winchester: la prossima è lo sceriffo Jody Mills, con la quale esce per un appuntamento. La donna è ignara di avere davanti un demone ed è sorpresa che lui sappia della sua perdita familiare. In sua assenza, Crowley inizia a farle del male con un incantesimo, ma poi la risparmia dopo aver ricevuto la chiamata dei Winchester che gli promettono di non portare a termine la terza prova e che gli consegneranno la tavola dei demoni, a patto che lui consegni quella degli angeli.
Intanto a Houston, Texas, Metatron aiuta Castiel a superare la seconda prova: rubare l'arco di un cherubino. Infatti sembra che il proprietario di un bar lì vicino sarà presto colpito da una delle sue frecce dell'amore e che lo userà come esca.
Kevin ricongiunge le due parti della tavola dei demoni e, dopo averla consegnata a Dean, si rifugia nel bunker degli Uomini di Lettere.
Crowley e i Winchester si incontrano a Sioux Falls, Dakota del Sud, e, dopo aver consegnato ai due cacciatori la tavola degli angeli, Dean lo cattura con delle manette antidemoniache che bloccano i suoi poteri. Infatti il piano dei due fratelli è quello di guarire l'anima di Crowley per terminare la terza prova.
Al bar dove arriverà il cherubino, Metatron e Castiel hanno la spiacevole visita di Naomi e dei suoi angeli che rapiscono lo scriba.
Sam e Dean portano Crowley in una chiesa dove Sam comincia il rituale e si appresta a somministrare il suo sangue al demone. Nel frattempo arriva Castiel che confessa a Dean che vuole chiudere le porte del Paradiso e che gli serve il suo aiuto per rubare l'arco di un cherubino. Sam lo convince ad aiutare l'amico perché se oltre alle porte dell'Inferno chiudessero anche quelle del Paradiso, la loro sarebbe una vittoria completa.
Senza Metatron, che non ha rivelato la terza prova, Castiel e Dean vanno al bunker e chiedono a Kevin di tradurre la tavola degli angeli. Il ragazzo sostiene che gli serve molto tempo per farlo, in quanto ha trascorso solo sei mesi a decifrare quella dei demoni, ma Castiel lo convince con le cattive a sbrigarsi.
Sam inizia a somministrare il suo sangue a Crowley, mentre Dean e Castiel vanno al bar aspettando il cherubino.
Naomi, in Paradiso, tortura Metatron perché ha intenzione di scoprire i suoi segreti e vuole sapere il motivo per cui si è alleato con Castiel. L'angelo rivela che odia sia lei che gli Arcangeli, dato che lo hanno obbligato ad abbandonare il Paradiso, che lui amava tanto, visto che Metatron lo considerava il più grande dono che Dio avesse lasciato a lui e agli altri angeli dopo la sua scomparsa, e che diventare il suo scriba è stato un grande onore dato che prima era un essere insignificante.
Mentre Sam continua a iniettare il suo sangue a Crowley, lui morde il cacciatore e con il suo sangue fa un incantesimo lanciando una richiesta d'aiuto ai demoni, ma l'unico che accoglie la chiamata è Abaddon, la quale è lì per ucciderlo, dato che trova inappropriato che ora sia lui il re dell'Inferno. Sam affronta Abaddon e la manda via dando fuoco al suo tramite umano, obbligando il cavaliere dell'inferno alla fuga.
Crowley inizia a delirare e stranamente comincia a manifestare sentimenti umani: sembra infatti che la sua anima stia guarendo.
Intanto al bar, Dean discute con Castiel chiedendogli se è convinto di voler chiudere le porte del Paradiso, conscio che anche lui resterebbe intrappolato lì, da solo con gli angeli che probabilmente lo uccideranno dato che lui non ha fatto altro che causare guai, ma sembra che Castiel sia pronto ad affrontare il peggio.
Poi arriva una ragazza, che lavora come spedizioniere, che fa innamorare il proprietario del bar con un cliente e dunque Castiel e Dean capiscono che è lei il cherubino. Castiel convince l'angelo a cedere il suo arco, con la promessa che riporterà l'ordine in Paradiso.
All'improvviso arriva Naomi che convince Castiel e Dean a fermarsi: l'angelo dice loro che Metatron ha mentito, infatti lui non vuole riportare l'ordine, ma vendicarsi degli angeli per averlo costretto ad abbandonare il Paradiso. Le prove che sta affrontando Castiel non servono per chiudere gli angeli in Paradiso, tesi supportata anche da Kevin dopo aver parlato con Dean al cellulare, ma per cacciare via gli angeli dal Paradiso per vincolarli sulla Terra. Naomi, sinceramente pentita per i suoi sbagli, capisce di aver perso di vista il suo scopo, ovvero proteggere l'umanità (il Creato) e poi dice a Castiel che lui è nuovamente il benvenuto in Paradiso. L'angelo inoltre informa Dean che Sam morirà quando completerà la terza prova per chiudere le porte dell'inferno, perché come conseguenza è necessario il sacrificio umano.
Castiel non le crede, ma Dean, seriamente preoccupato, si fa teletrasportare da Sam. Poi l'angelo va in Paradiso per cercare di risolvere il problema, ma è troppo tardi: Naomi è morta, uccisa da Metatron.
Dean ferma Sam appena in tempo, prima che completi la prova, ma il fratello, pur essendo consapevole che morirà, vorrebbe proseguire perché è stanco di vivere e di essere stato solo una delusione per il fratello. Infatti il peccato più grande per cui Sam si è confessato è il suo dispiacere per essersi sempre sentito un peso per Dean, ma quest'ultimo gli dice che non è così, e che per Dean niente è più importante di Sam; così, il fratello decide di fermarsi e di non portare a termine la terza ed ultima prova, ma poi barcolla, sopraffatto dall'effetto di tutte le prove.
Metatron preleva la grazia di Castiel, l'ultimo ingrediente per completare l'incantesimo, e lo spedisce sulla Terra da umano.
Dean porta Sam fuori dalla chiesa per fargli riprendere conoscenza e chiama Castiel, il quale, essendo ora mortale e vincolato alla Terra, non sente la chiamata dell'amico.
Castiel e Dean alzano lo sguardo e vedono tante luci, come meteore che cadono dal cielo: ognuna di esse corrispondente ad un angelo caduto.
- Supernatural Legend: Angeli, Demoni
- Guest star: Misha Collins (Castiel), Mark Sheppard (Crowley), Osric Chau (Kevin Tran), Kim Rhodes (Jody Mills), Amanda Tapping (Naomi), Curtis Armstrong (Metatron), Alaina Huffman (Abaddon).
- Citazioni: Crowley cita a Sam il canale HBO ed alcune serie trasmesse su quella rete, come ad esempio Band of Brothers, The Pacific, Girls. Poi Kevin dice a Dean che, per aiutarlo a concentrarsi, potrebbe parlare di Magic o di Skyrim, due giochi di ruolo.
- Ascolti USA: 2 310 000 telespettatori – rating 18-49 1,0%[25]